# Chi è ebreo?
Chi è ebreo? (in ebraico מיהו יהודי‎?, pronuncia:ˈmihu jehuˈdi) è una domanda basilare sull'identità ebraica e considera il problema dell'auto-identificazione dell'ebreo. La domanda si rivolge alle caratteristiche ebraiche che si focalizzano sulla cultura, religione, genealogia e società, nonché sulla dimensione personale e familiare che costituisce l'ebreo come tale. Oggigiorno ha rilevanza nel contesto del fenomeno dell'immigrazione nel moderno Stato d'Israele secondo la legge del ritorno.
Tale domanda però in ambito ebraico ha riassunto i toni di una discussione soltanto di recente, in seguito alla nascita del movimento riformista; prima di allora la definizione è stata soltanto quella data dall'ebraismo rabbinico.
La definizione di chi sia ebreo varia a seconda che la si esamini, dalla prospettiva ebraica, in base alle norme statutarie religiose, di auto-identificazione, o, dalla prospettiva non-ebraica, per altre ragioni. Poiché l'identità ebraica può includere caratteristiche etniche, culturali e religiose, la definizione di chi sia ebreo varia in relazione all'aspetto considerato, che sia religioso, sociologico o etnico. La questione ha dato origine a controversie legali, soprattutto in Israele, dove sin dal 1962 si sono aperti casi giudiziari nei quali la questione è stata approfondita, ma anche in altri Paesi. Inoltre, un tribunale del Regno Unito ha dovuto esaminare se il problema avesse connotati di razzismo, nel caso processuale R(E) v Governing Body of JFS (2009).
Per la Repubblica italiana l'unica definizione di ebreo giuridicamente rilevante, al fine di ottenere i diritti previsti dall'Intesa tra lo Stato e l'UCEI (ad esempio spostamento di esame pubblico in data diversa dal sabato, rispetto del riposo sabbatico in ambito lavorativo, ecc.) è quella adottata dall'Assemblea Rabbinica Italiana, equivalente all'interpretazione tradizionale dell'ebraismo ortodosso (i discendenti immediati di tutti gli ebrei di sesso femminile - anche apostati - sono considerati ebrei, come lo sono coloro di discendenza matrilineare), e gli unici enti che rilasciano certificazioni di ebraicità giuridicamente rilevanti in Italia sono le locali Comunità ebraiche italiane aderenti all'UCEI.
Secondo la definizione più semplice, prettamente religiosa, usata dagli ebrei per la propria auto-identificazione, una persona è ebrea per nascita, oppure lo diventa mediante la conversione religiosa. Tuttavia ci sono differenze di opinione tra i vari rami dell'ebraismo nell'applicazione di tale definizione, riguardo:
- Genitori misti - cioè, se una persona che ha genitori misti, ebrei e non ebrei, debbano essere considerati ebrei.
- Conversione - ossia, quali processi di conversione debbano essere considerati validi.
- Perdita storica dell'identità ebraica - vale a dire, se le azioni di una persona o di un gruppo di persone (come la conversione a una religione diversa) o le circostanze della vita o della comunità (come il non essere a conoscenza di avere genitori ebrei) debbano pregiudicare la propria condizione di ebreo o non-ebreo.
- Identità della diaspora - l'identità degli ebrei tra di loro, e tra i non-ebrei in tutta la diaspora.
- Richiesta di cittadinanza israeliana - esame delle succitate questioni nel contesto delle leggi fondamentali di Israele.

## Ebraismo tannaitico
Secondo la Mishnah, fonte primaria dell'halakhah, la condizione dei figli di matrimoni misti è determinata per via matrilineare.
Secondo lo storico Shaye J. D. Cohen, nel Tanakh lo status della prole di matrimoni misti veniva invece determinato patrilinearmente. Cohen fornisce due spiegazioni possibili per tale cambiamento del periodo mishnaico: in primo luogo, la Mishnah potrebbe aver applicato ai matrimoni misti la stessa logica seguita per altre mescolanze (kilayim), quindi il matrimonio misto veniva vietato - così come l'unione di un cavallo con un'asina - e in tali unioni la prole era giudicata matrilinearmente; in secondo luogo i saggi Tannaim potrebbero aver subito l'influenza dal diritto romano, che affermava che quando un genitore non poteva contrarre un matrimonio legale, la progenie seguiva la madre (Mater semper certa est).

## Ebraismo contemporaneo

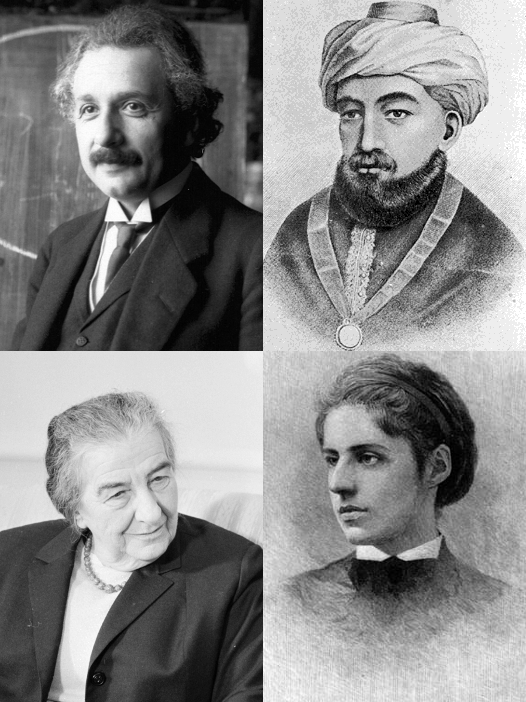
Ebrei famosi (dall'alto, in senso orario): Albert Einstein, Mosè Maimonide, Emma Lazarus, Golda Meir.

Tutti i movimenti religiosi ebraici concordano sul fatto che una persona si possa considerare ebrea o per nascita o per conversione. Secondo l'halakhah, l'ebreo di nascita deve essere nato da madre ebrea, in quanto la sola accettazione dei principi e pratiche dell'ebraismo non rende ebrea la persona; coloro che sono nati ebrei o che si sono convertiti secondo le regole dell'ortodossia, non perdono la loro condizione se cessano di essere osservanti, o se si convertono a un'altra religione.
L'ebraismo riformato e ricostruzionista spesso accettano un bambino come ebreo anche se solo il padre lo è. Poiché le varie denominazioni dell'ebraismo differiscono nei loro procedimenti di conversione, le conversioni effettuate da denominazioni più liberali non sono accettate da quelle ortodosse.

### Ebreo di nascita

Ebrei in Europa – grafico aggiornato al 2005

Secondo la Halakhah, per determinare la condizione ebraica (ebraico: yuhasin, "ebraicità") di una persona, si deve considerare la condizione della madre. Se la madre è ebrea, allora anche la prole sarà considerata ebrea, e se il padre è anche ebreo, assumerà lo status del padre (per esempio quello sacerdotale se è un cohen). Se uno dei genitori rileva delle difficoltà genealogiche (per esempio è un mamzer) allora anche la prole sarà soggetta a tale difficoltà. Se uno dei genitori non è ebreo, la prole acquisisce la condizione della madre (Kiddushin 66b, Shulchan Aruch, EH 4:19). La decisione deriva da varie fonti, tra cui Deuteronomio 7:1-5, Levitico 24:10, Esdra 10:2-3. In base a ciò, se la madre è ebrea, tale è suo figlio, e se non è ebrea, non lo sono neanche i figli; in quest'ultimo caso, se il padre è ebreo, la prole può essere considerata ebrea solo mediante un procedimento di conversione.
Tutte le branche dell'Ebraismo ortodosso e di quello conservatore correntemente sostengono che le regole halakhiche (cioè la discendenza matrilineare) sono valide e vincolanti. L'Ebraismo riformato e quello liberale non reputano vincolanti le regole halakhiche e accettano la prole come ebrea se uno dei genitori, padre o madre, è ebreo, se la alleva come ebrea e tale prole sviluppa un'identità ebraica, notando che «nella Bibbia il lignaggio seguiva sempre il padre, inclusi i casi di Giuseppe e Mosè, che si sposarono con donne non-israelite di casato sacerdotale». Alcuni rabbini riformati in Nord America hanno fissato gli standard secondo i quali una persona viene considerata ebrea quando ha solo un genitore ebreo, ossia se ci sono stati «atti pubblici formali appropriati e tempestivi di identificazione con la fede e il popolo ebraici», come una cerimonia onomastica ebraica, il brit milà, oppure una cerimonia di bar o bat mitzvah. Poiché il Movimento riformato utilizza linee guida e i suoi standard non sono vincolanti, questi vengono intesi e applicati in modo differente dai diversi rabbini e dai singoli ebrei riformati. In generale, si intende che il principio base sia un'educazione ebraica. Gli standard del Movimento conservatore asseriscono che «per chi ha superato l'infanzia e reclama un'identità ebraica, altri atti pubblici o dichiarazioni possono essere aggiunti o sostituiti, previa consultazione con i rispettivi rabbini». I promotori della discendenza patrilinea indicano Genesi 48:15-20 e Deuteronomio 10:15.
Questo criterio è comunemente noto come "discendenza patrilineare", anche se "bilineare" sarebbe più preciso.
Ci sono comunità ebraiche storiche che contestano la tradizione matrilineare: l'Ebraismo caraita, per esempio, traccia l'ebraicità per discendenza patrilineare, basando questa pratica «sul fatto che, nella Bibbia, alle tribù vengono assegnati nomi maschili e che i personaggi biblici vengono sempre citati facendo riferimento ai nomi dei loro padri».
Il dissenso di opinioni è diventato un problema, perché le comunità ortodosse e conservatrici non riconoscono l'ebraicità di una persona col solo padre ebreo, sebbene la stessa persona sia accettata come ebrea dai riformati o dai liberali: per essere accettata come ebrea da una comunità ebraica ortodossa o conservatrice (ad esempio, in occasione del bar/bat mitzvah o del matrimonio), potrebbe venirle richiesta una conversione formale secondo le norme halakhiche. L'Ebraismo ortodosso ha una posizione predominante in Israele. Sebbene l'Ebraismo ortodosso e il conservatore non riconoscano l'ebraicità per discendenza patrilineare, «si deve comunque notare che, nel caso di un figlio nato da padre ebreo ma da madre non-ebrea, la maggioranza dei rabbini ortodossi mitiga le esigenze rigorose normalmente richieste agli aspiranti conversi» e l'Assemblea Rabbinica del Movimento Conservatore «concorda che gli 'ebrei sinceri per scelta' debbano essere i benvenuti nella comunità».

### Conversione all'ebraismo
Tutte le forme tradizionali di ebraismo sono attualmente aperte ai convertiti sinceri, e la maggior parte dei sottogruppi accetta i convertiti sottomessisi al procedimento di conversione accettato all'interno del gruppo. Ma non tutte le conversioni sono reciprocamente riconosciute dai diversi movimenti.
Nell'ebraismo rabbinico, le leggi di conversione si basano sulle fonti classiche della Legge ebraica, specialmente sulle discussioni del Talmud e sulla legge codificata nel Shulkhan Arukh. Questo corpus di leggi ebraiche tradizionali contenute nell'halakhah è considerato come massimamente autorevole dall'ebraismo ortodosso e dall'ebraismo conservatore.

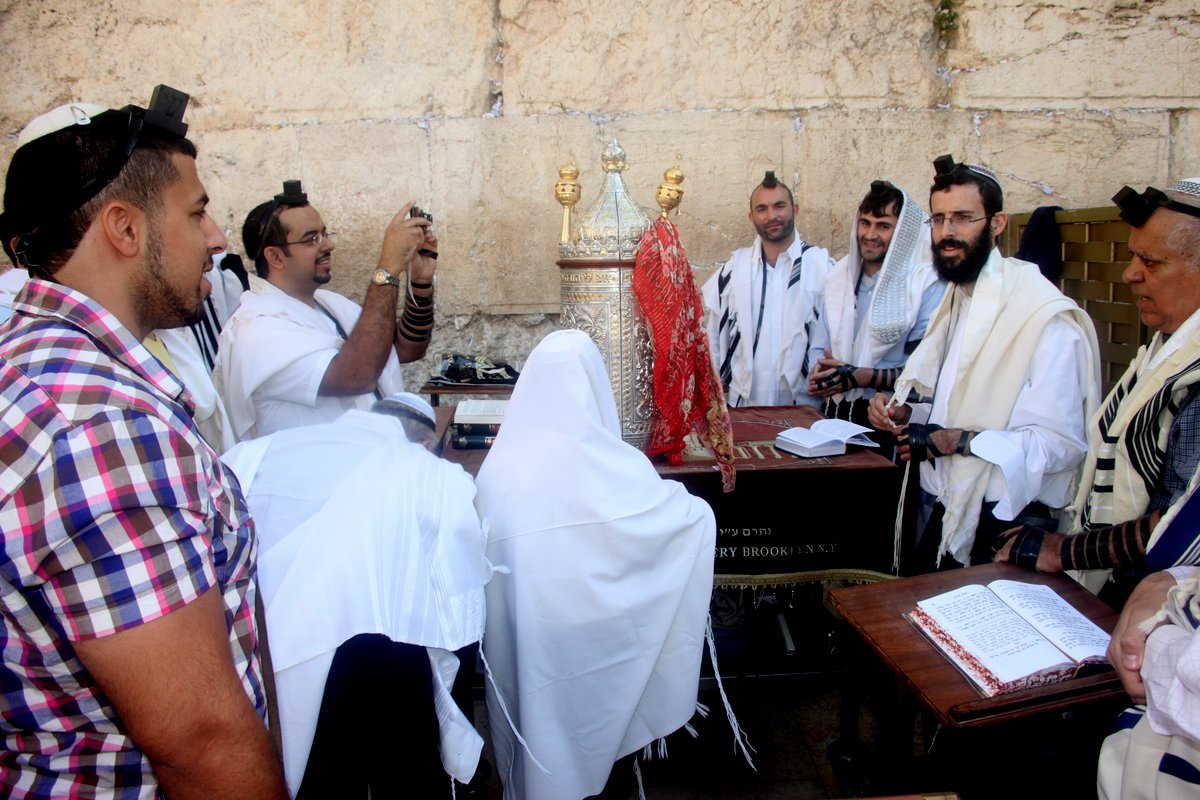
Bar mitzvah a Gerusalemme

I requisiti halakhici tradizionali per la conversione sono l'istruzione nei comandamenti, la circoncisione per i maschi, l'immersione in un bacino d'acqua (mikveh) di fronte a testimoni validi, e l'accettazione dei comandamenti davanti a un tribunale rabbinico (Beth Din); per i maschi già circoncisi, una goccia di sangue viene prelevata dal pene.
Le autorità ortodosse (posek) richiedono che le conversioni siano effettuate in accordo con la tradizionale legge ebraica e riconoscono solo quelle in cui il convertito accetta e si impegna a osservare la legge ebraica ortodossa così come interpretata dalla Rabbanut. Poiché i rabbini degli altri movimenti non richiedono che il convertito prenda questo impegno, le autorità ortodosse in genere non accettano come conversioni valide quelle effettuate al di fuori della comunità ortodossa.
Anche le autorità conservatrici esigono che le conversioni siano effettuate secondo la legge ebraica tradizionale. Effettuare una conversione senza rispettare i requisiti tradizionali di immersione nel bagno rituale e di circoncisione per i maschi, è una violazione di una norma standard dell'Assemblea rabbinica e motivo di espulsione. Le autorità conservatrici generalmente riconoscono tutte le conversioni avvenute secondo i requisiti della legge ebraica, anche se effettuate all'esterno del movimento conservatore; di conseguenza i rabbini conservatori possono accettare la validità di alcune conversioni dell'Ebraismo progressivo.
La Union for Reform Judaism afferma che "le persone che considerano di convertirsi devono studiare la teologia ebraica, i riti, la storia, la cultura e le tradizioni, e cominciare a includere le pratiche ebraiche nella propria vita. La lunghezza e il formato del corso di studi variano da rabbino a rabbino e da comunità a comunità, sebbene la maggior parte ora richiedano un corso di ebraismo di base e lo studio individuale con un rabbino, come anche la frequenza ai servizi liturgici e la partecipazione alle pratiche domestiche e alla vita di sinagoga" La Central Conference of American Rabbis raccomanda che tre rabbini siano presenti durante la cerimonia di conversione.. Il tribunale rabbinico dell'Israel Movement for Progressive Judaism richiede in media un anno di studio per acquisire la necessaria dimestichezza con la vita e la tradizione ebraiche. Dopo questo periodo, i convertiti devono immergersi nel bagno rituale, essere circoncisi se maschi, e accettare i comandamenti davanti a un tribunale rabbinico.
Sebbene la conversione di un bambino possa essere accettata in alcune circostanze (come nel caso di bambini adottati o di bambini i cui genitori si convertono), ai bambini in genere viene chiesto se vogliono restare ebrei quando raggiungono l'età adulta religiosa - 12 anni per una ragazza e 13 per un ragazzo, come richiesto dalla legge ebraica.
Gli ebrei caraiti non accettano il rabbinismo né i codici normativi prodotti da quest'ultimo (quindi il Talmud, la letteratura rabbinica ecc.) e hanno requisiti differenti per la conversione, evitando di accettare convertiti fino a poco tempo fa Sebbene tradizionalmente non proselitizzanti, il 1º agosto 2007 i caraiti hanno accettato i loro primi convertiti in 500 anni. In una cerimonia nella loro sinagoga della California settentrionale, dieci adulti e quattro minorenni hanno giurato fedeltà all'Ebraismo al termine di anno di studio. Questa conversione è avvenuta 15 anni dopo che il Consiglio caraita aveva revocato il secolare divieto ad accettare convertiti.
Gli ebrei siriani normalmente non effettuano conversioni, soprattutto se tali conversioni siano dettate da motivi matrimoniali, né accettano convertiti da altre comunità, né prole di matrimoni misti o di matrimoni che coinvolgano tali convertiti.
La questione ha anche dato luogo a controversie legali, soprattutto in Israele, ma anche al di fuori di esso. Ci sono stati casi giudiziari in Israele dal 1962, che hanno dovuto affrontare la questione. Inoltre, nel 2009 un tribunale britannico ha sentenziato che l'esclusione di un bambino da una scuola ortodossa perché la madre era una convertita secondo i criteri conservatori, era una discriminazione razziale in base alla legge "Race Relations Act 1976".

### Praticanti di altra fede

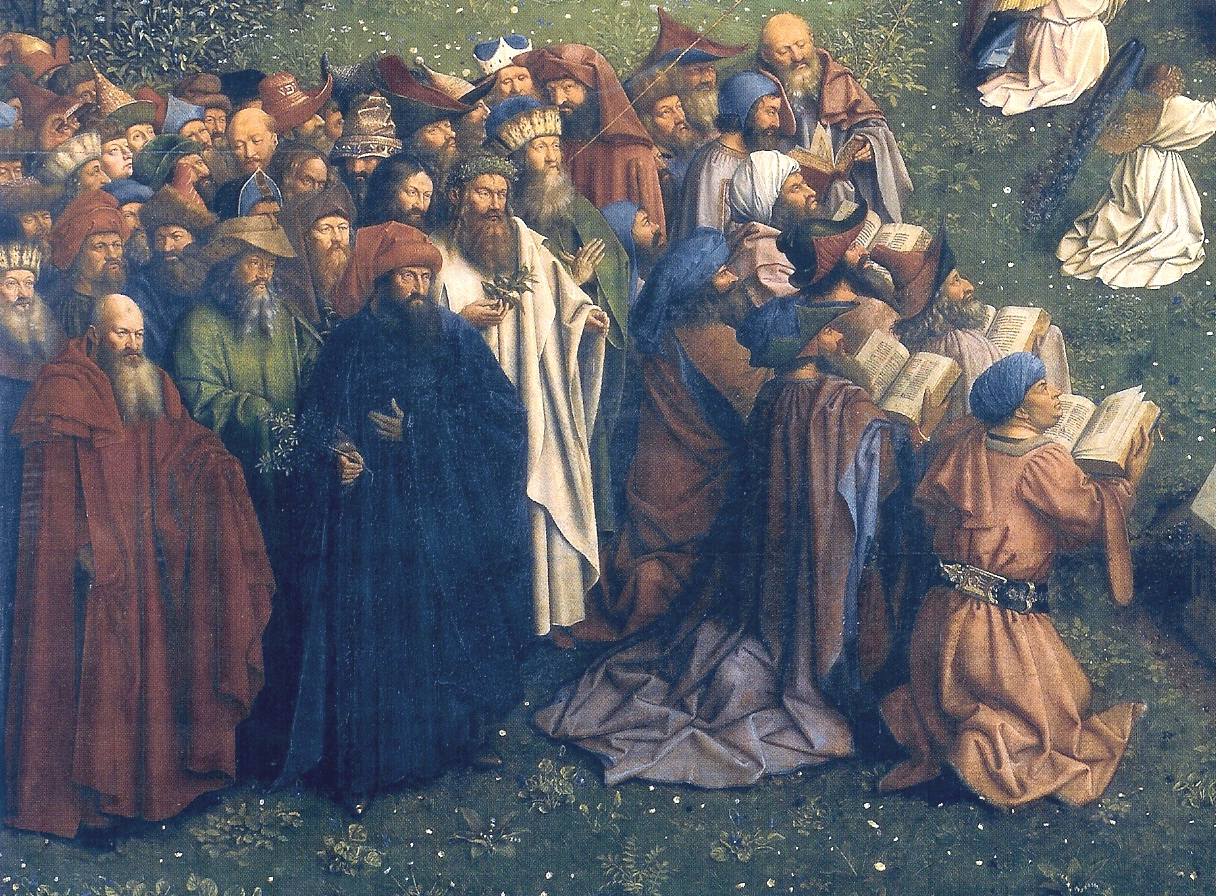
Ebrei e Gentili, di Jan van Eyck, Gand, 1432

In generale l'Ebraismo ortodosso considera comunque ebrei gli individui nati da madri ebree, anche se convertiti ad altra religione. L'Ebraismo riformato, al contrario, reputa non ebrei coloro che si convertono a un'altra religione.
Storicamente un ebreo dichiarato eretico (ebraico: מינים, Minuth/Minim) o cristiano (ebraico: נוצרים notzrim) poteva ricevere una Cherem (simile a una scomunica); ma la pratica di esclusione religiosa o comunitaria non altera comunque lo status di nascita ebraica.
L'Ebraismo inoltre reputa ebrei coloro che si convertono forzatamente a un'altra religione (chiamati in ebraico: anusim, אנוסים, "forzati"), e anche i loro discendenti per via matrilineare sono considerati ebrei.
L'Ebraismo ha una categoria particolare per coloro che sono ebrei di nascita, ma che non praticano o non accettano i principi dell'Ebraismo, convertiti o meno a un'altra religione: l'opinione tradizionale per quanto riguarda queste persone, note come Meshumadim in ebraico משומדים‎?, è che siano ebrei, tuttavia c'è molto dibattito nella letteratura rabbinica per quanto riguarda la loro condizione rispetto all'applicazione della legge ebraica e la loro partecipazione ai rituali ebraici, ma non rispetto alla loro condizione di ebrei.
Un ebreo che abbandona l'Ebraismo è libero di tornare alla sua fede in qualsiasi momento. In generale, nessuna cerimonia formale o dichiarazione è richiesta per ritornare alle pratiche ebraiche. Tutte le correnti ebraiche accettano benevolmente il ritorno all'Ebraismo di coloro che l'hanno lasciato, o sono stati allevati in un'altra fede. Nel ritornare all'Ebraismo, ci si aspetta che queste persone abbandonino le loro pratiche precedenti e adottino le usanze ebraiche.
Le stesse regole si applicano in linea di principio ai discendenti matrilineari di tali persone, sebbene alcune autorità rabbiniche più di altre possano richiedere una prova più rigorosa di discendenza ebraica. Se tali persone siano tenute a sottoporsi a una totale conversione formale dipende dalla comunità e dalle loro circostanze individuali. Per esempio, un uomo che ha avuto un Brit milà, che ha una comprensione generale dell'Ebraismo, ma che è stato allevato in una casa laica, potrebbe non essere sottoposto alla conversione rituale. Tuttavia, un maschio che non ha avuto un Brit milà, o un individuo convertito o cresciuto in un'altra religione, o cresciuto in una casa completamente laica senza alcuna educazione ebraica, nella maggior parte delle comunità può doversi sottoporre a una conversione rituale completa. Per una piena partecipazione alla comunità (ad esempio, per sposarsi con la partecipazione di un rabbino), alla persona può essere richiesto di dimostrare la propria sincerità, ad esempio con una dichiarazione di impegno all'Ebraismo.
Un altro esempio è il caso dei convertiti all'Ebraismo che cessano di praticarlo (indipendentemente dal fatto che ancora si considerino ebrei), che non accettano o non seguono la Halakhah, o che aderiscono a un'altra religione. Tecnicamente tali persone rimangono ebree, a condizione che la conversione originale fosse valida. Tuttavia, in alcuni casi recenti, le autorità rabbiniche Charedì, così come l'attuale Rabbino Capo religioso sionista d'Israele, hanno ritenuto che la decadenza di un dato convertito dall'osservanza ebraica ortodossa sia la prova che costui, anche al momento della conversione, non abbia avuto la piena intenzione di osservare i comandamenti, e che quindi la conversione non possa essere valida.

### Prospettive etniche e culturali

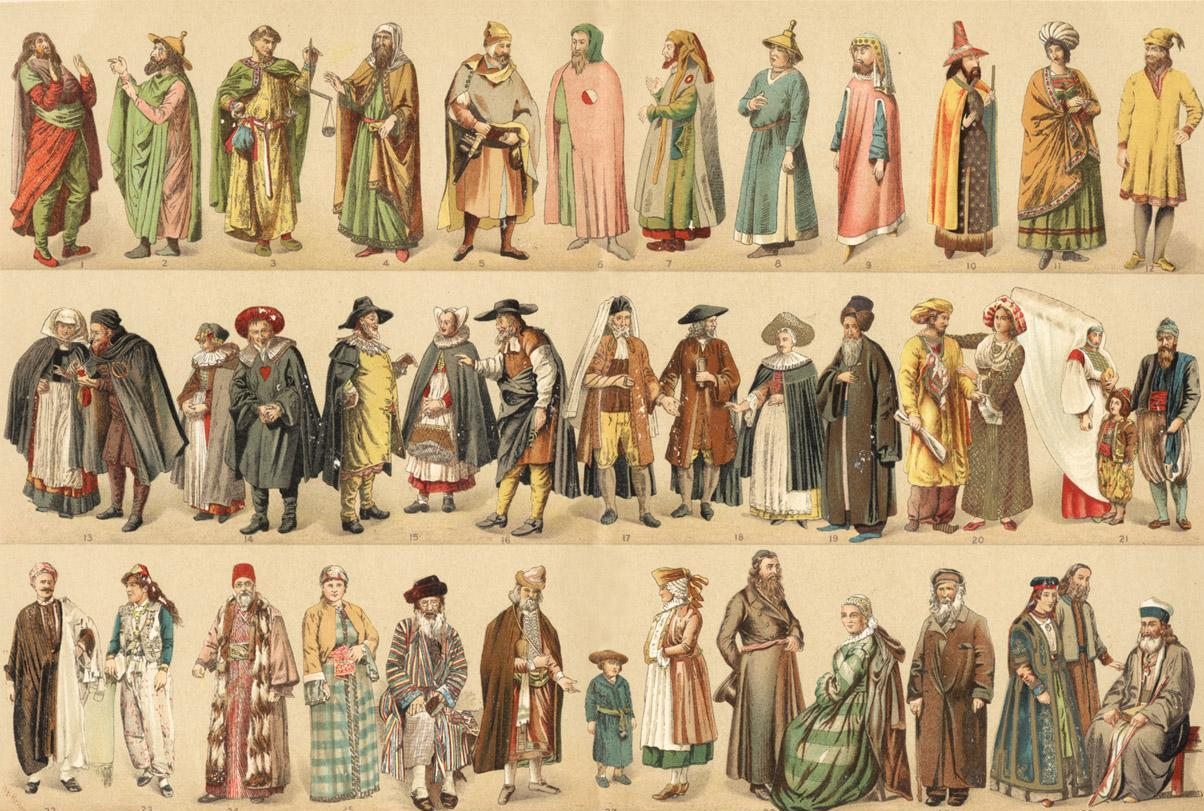
Ebrei francesi nel Medioevo (Jewish Encyclopedia, 1906)

"Ebreo etnico" è un termine generalmente usato per descrivere una persona di genitori e origine ebraici che non necessariamente pratica l'ebraismo attivamente, ma che tuttavia si identifica con l'Ebraismo o altri ebrei culturalmente o fraternamente, o entrambi. Il termine "ebreo etnico" non esclude espressamente ebrei osservanti, ma di solito questi sono semplicemente indicati come "ebrei" senza l'aggettivo qualificativo "etnico". Il termine può riferirsi a persone di convinzioni ed esperienze differenti, poiché la genealogia in gran parte definisce chi è "ebreo". "Ebreo etnico" è talvolta usato per distinguere tra ebrei non osservanti e coloro che invece sono religiosi e praticano l'Ebraismo attivamente. Altri termini sono "ebreo non osservante", "ebreo non religioso", "ebreo non praticante" ed "ebreo laico".
Il termine a volte può riferirsi esclusivamente agli ebrei che, per un qualsiasi motivo, non praticano la religione ebraica, o che sono così casuali nel loro rapporto con la religione da non essere effettivamente ebrei nel senso religioso di aderenti all'Ebraismo. In genere gli ebrei etnici sono consapevoli della loro origine ebraica e possono sentire forti legami culturali (anche se non religiosi) con la tradizione e il popolo o nazione ebraici. Come per le persone di qualsiasi altra etnia, anche gli ebrei etnici non-religiosi spesso si assimilano all'ambiente culturale non-ebraico in cui si trovano a vivere, ma nelle zone in cui vi è una forte cultura ebraica locale possono comunque rimanere parte di quella cultura.
Si includono tra "ebrei etnici" gli atei, gli agnostici, i deisti non denominazionali, gli ebrei con solo un nesso casuale a denominazioni ebraiche, i convertiti ad altre religioni.
Gli ebrei religiosi di tutte le confessioni a volte si impegnano in relazioni "missionarie" verso gli ebrei etnici non-religiosi, e li esortano a riscoprire l'Ebraismo. Nel caso di alcune denominazioni chassidiche (ad esempio, la Chabad Lubavitch) questa mobilitazione si estende al proselitismo attivo.
La legge israeliana sull'immigrazione accetta le richieste di cittadinanza se esiste una chiara documentazione che uno dei nonni — e non necessariamente la nonna materna — era ebreo. Questo non significa che la persona è un "ebreo etnico", ma l'immigrazione israeliana accetta quella persona perché ha con gli ebrei una connessione etnica, e - non ultimo - perché questo stesso grado di connessione fu a suo tempo sufficiente per essere perseguitati come "ebrei" dai nazisti.
La definizione tradizionale europea di ebraicità (anche se non uniforme in tutto il continente) si differenziava nettamente dalla definizione utilizzata dal movimento americano progressivo. In Unione Sovietica, "ebreo" era per legge una nazionalità o etnia.
La definizione europea è tradizionale per molti aspetti, e riflette non solo come gli europei consideravano gli ebrei, ma anche come gli ebrei si consideravano; è stato sostenuto che la Legge del ritorno israeliana si basi essa stessa su definizioni esterne di ebraicità (come le definizioni naziste e sovietiche), piuttosto che su tradizionali criteri halakhici.

## Definizioni religiose

### Prospettiva halakhica
Secondo l'opinione tradizionale rabbinica, sostenuta da tutte le branche dell'Ebraismo ortodosso, dell'Ebraismo conservatore e dell'Ebraismo riformato odiernamente solo la legge ebraica della Halakhah può definire chi è o non è ebreo, quando si affronta una questione di identità ebraica, di lignaggio o origine, da parte di una qualsiasi persona che si voglia definire o reclami la propria ebraicità.
Di conseguenza, la sola "fede" nei principi dell'Ebraismo non rende ebrei. Allo stesso modo, la non aderenza ai 613 Mitzvot, o anche la conversione formale a un'altra fede, non può far perdere il proprio status di ebreo. Così i discendenti immediati di tutti gli ebrei di sesso femminile (anche apostati), sono ancora considerati ebrei, come lo sono coloro di discendenza matrilineare. Anche i discendenti non consapevoli di essere ebrei, o che praticano una fede diversa dall'Ebraismo, sono definiti da questo punto di vista come ebrei, purché provengano da una linea femminile ininterrotta di discendenza. Come corollario, i figli di un padre ebreo e di una madre non ebrea non sono considerati ebrei dalla Halakhah, a meno che non si convertano formalmente, anche se cresciuti nella completa osservanza dei mitzvot.
Coloro che non sono nati da madre ebrea possono essere accettati come ebrei dalle comunità ortodosse e conservatrici mediante un procedimento formale di conversione, così da diventare "giusti convertiti" (ebraico: Geirei tzedek — גירי צדק). Inoltre, la Halakhah richiede che il nuovo convertito si impegni al rispetto dei principi e delle dottrine della Legge ebraica, impegno che si chiama in ebraico קבלת עול מצוות‎? – Kabbalat Ol Mitzvot, "Accettazione del giogo dei Comandamenti". Kabbalat mitzvot (ebraico: קבלת מצוות) è usato dall'Ebraismo riformato secondo i responsa riformati e la Halakhah.
Sia l'Ebraismo Charedì che l'Ebraismo ortodosso moderno accettano regole simili in merito alla condizione di "ebreo", seguendo l'Ebraismo rabbinico classico, tra cui la regola della discendenza matrilineare, che un tribunale rabbinico, composto da tre rabbini, assista alla conversione, e che i candidati alla conversione accettino su di sé di rispettare tutti i precetti sia deoraita (previsti dalla Tora) che derabbanan (decretati dai rabbini) nonché i minaghei (riti) ebraici. Tuttavia l'applicazione di tali principi è stata irregolare, e la differenza è aumentata negli ultimi anni. Le autorità ortodosse dell'Ebraismo Ortodosso Moderno sono state più inclini a pronunciarsi a favore dello status di ebreo accettando ebrei non ortodossi "sulla parola" nei casi dubbi che coinvolgono persone presunte ebree, mentre le autorità Haredi negli ultimi anni hanno teso all'opposto, presumendole non ebree, e richiedendo regole più stringenti e certi standard di prova, in modo che lo status di ebreo possa esser dimostrato, e hanno avuto la tendenza a diffidare di ebrei che non erano personalmente ortodossi. I rabbini Haredi hanno dato rilievo al rispetto personale delle osservanze ebraiche, considerando carenze, o mancanza di ortodossia nel rispetto dei precetti, quale prova che il convertito non avesse mai veramente inteso convertirsi. Inoltre, la situazione attuale è ulteriormente complicata dal fatto che alcuni rabbini Haredi non considerino più i rabbini ortodossi moderni come affidabilmente ortodossi.

### Ebraismo caraita
A differenza delle denominazioni dell'Ebraismo rabbinico, il Caraismo sostiene che è responsabilità di ogni ebreo studiare il Tanakh per conto proprio. Il Talmud/Legge orale non sono canonizzati, né le opinioni rabbiniche considerate autorevoli, ma ogni interpretazione è soggetta allo stesso scrutinio, indipendentemente dall'origine. L'Ebraismo caraita si basa sul Tanakh per comprovare che l'ebraicità è trasmessa attraverso la linea paterna, e non per linea materna, come invece sostiene l'Ebraismo ortodosso (sebbene una stretta minoranza affermi che entrambi i genitori debbano essere ebrei). Gli ebrei caraiti sono ammessi all'Aliyah secondo la Legge del ritorno. L'ammissibilità di non ebrei convertiti all'Ebraismo caraita a fare Aliyah in base alla Legge del ritorno non è ancora stata affrontata dai tribunali israeliani.

### Ebraismo riformato
La denominazioni ebraiche progressive moderne hanno un procedimento di conversione basato sui loro principi. Negli Stati Uniti, una risoluzione ufficiale dell'Ebraismo riformato abolì la circoncisione come un requisito per i convertiti, e gli ebrei riformati non richiedono ai propri convertiti di fare tevilah, l'immersione rituale. «Il candidato alla conversione deve dichiarare, oralmente e per iscritto, in presenza di un rabbino e di non meno di due leader laici della congregazione e comunità, l'accettazione della fede ebraica e l'intenzione di vivere in rispetto delle mitzvot».

#### Controversie
La controversia nel determinare "chi è ebreo" riguarda quattro problemi di base:
Un problema nasce dal fatto che i movimenti dell'Ebraismo riformato nordamericano e l'Ebraismo liberale del Regno Unito hanno cambiato alcuni dei requisiti halakhici dell'identità ebraica in due modi:
1. Bambini nati da due genitori ebrei: indipendentemente dal fatto che il padre o la madre siano/sappiano di essere ebrei o meno - possono rivendicare un'identità ebraica. Quel bambino di un solo genitore ebreo che non ha affermato tale propria identità agli occhi del movimento riformato l'ha persa. Al contrario, la posizione halakhica è che ogni bambino nato da madre ebrea è ebreo, sia o meno cresciuto come ebreo o anche se la madre non si consideri ebrea.
2. Il requisito del Brit milà è stato mitigato, come anche la necessità di immersione rituale (mentre in certi casi il movimento conservatore permette la conversione senza circoncisione, la maggior parte degli ebrei ortodossi non lo permette,[58] salvo nei casi espressamente esentati dal Talmud, come uno che ha avuto tre fratelli deceduti a causa della circoncisione; o bambini ebrei che sono emofiliaci.[58])

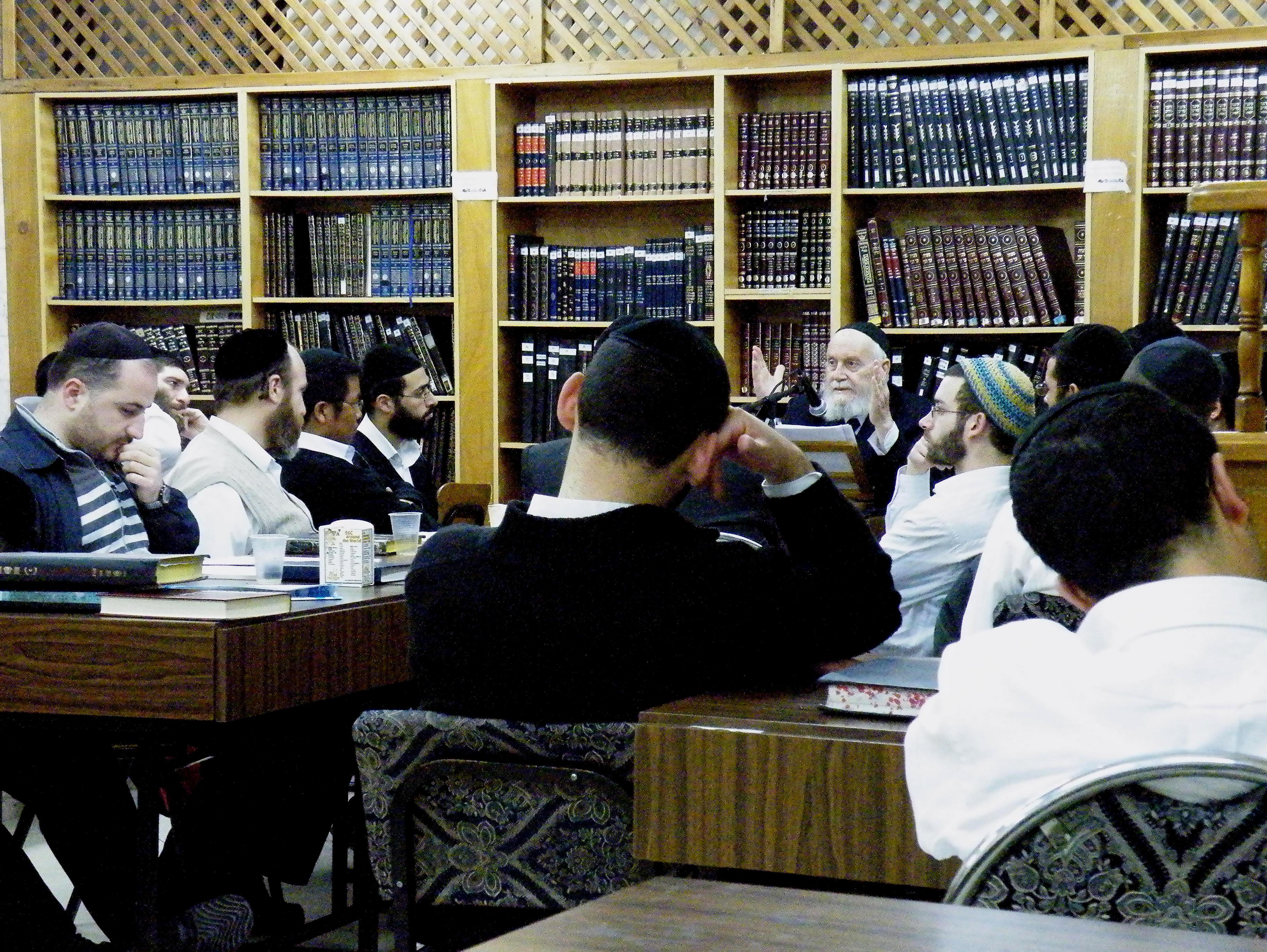
Scuola rabbinica di Gerusalemme (2011)

Un secondo problema nasce dal fatto che l'Ebraismo ortodosso asserisce che i rabbini non ortodossi non sono qualificati a formare un Beth Din. Ciò ha reso le conversioni "non ortodosse" inaccettabili presso le comunità ortodosse. Dal momento che l'Ebraismo ortodosso mantiene gli standard tradizionali della conversione - dove si richiede l'impegno a osservare la Halakhah - le conversioni non ortodosse non vengono generalmente accettate dalle comunità ortodosse perché i movimenti non ortodossi eseguono conversioni in cui il nuovo convertito non si impegna a rispettare la Halakhah come interpretata dall'Ebraismo ortodosso.
Un terzo problema riguarda quelle persone (nate ebree o convertite all'Ebraismo) che si sono convertite a un'altra religione. L'opinione tradizionale è che tali persone rimangono ebree. L'Ebraismo riformato considera tali persone come apostate, e afferma in merito agli "ebrei messianici": «Gli 'ebrei messianici' asseriscono di essere ebrei, ma dobbiamo chiederci se noi li identifichiamo come ebrei. Noi non lo possiamo fare, poiché costoro considerano Gesù di Nazareth come il Messia che ha realizzato le promesse messianiche. In tal modo, si sono posti nel Cristianesimo. Possono forse considerarsi in qualche modo differenti dagli altri cristiani dato che seguono vari riti e cerimoniali ebraici, ma ciò non li rende ebrei.» A ogni modo, queste persone non sono considerate ebree ai fini delle leggi israeliane di nazionalità.
Una quarta controversia si origina dalla maniera in cui il Gran Rabbinato di Israele ha gestito le decisioni sul matrimonio e la conversione in questi ultimi anni. Conversioni e matrimoni all'interno di Israele sono legalmente controllati dal Gran Rabbinato ortodosso israeliano; quindi attualmente una persona che non ha dimostrato di essere ebrea secondo le aspettative di tale Rabbinato, non ha il permesso di sposare un ebreo in Israele. Sebbene il Rabbinato abbia sempre rifiutato di accettare conversioni non ortodosse, fino ai tempi recenti era più disposto ad accettare la discendenza ebraica dei candidati sulla base delle testimonianze personali e la validità delle conversioni in base alla testimonianza di rabbini ortodossi. Tuttavia, negli ultimi anni il Rabbinato, i cui rabbini storicamente avevano un orientamento di ortodossia moderna, è recentemente stato composto dal campo più severo degli Charedì. È ora più incline a presumere che i richiedenti non siano ebrei fino a prova contraria, richiede standard più rigorosi di prova rispetto al passato e ha messo in atto una politica di rifiuto ad accettare la testimonianza di ebrei non ortodossi in materia di "condizione ebraica", basandosi sul fatto che tale testimonianza non è affidabile. Inoltre è sempre più scettico sull'affidabilità dei rabbini ortodossi ordinati da istituzioni non soggette al suo accreditamento, in particolare in materia di conversione. Di conseguenza, ebrei non ortodossi nati da genitori ebrei, e alcuni ebrei convertiti da rabbini ortodossi, hanno più difficoltà a dimostrare la loro ebraicità in maniera che soddisfi il Rabbinato, perché non sono in grado di trovare un rabbino ortodosso che sia accettabile al Rabbinato e allo stesso tempo disposto a garantire l'ebraicità della loro matrilinearità o la validità della loro conversione.
Ci sono stati diversi tentativi di convocare i rappresentanti dei tre movimenti principali per formulare una soluzione pratica a questo problema. A tutt'oggi, queste proposte non hanno prodotto risultati, sebbene tutte le parti ammettano che l'importanza del problema è più grande di qualsiasi senso di reciproca rivalità.

## Status di Ebreo per lo Stato Italiano
Poiché, per lo Stato Italiano, l'unica organizzazione che rappresenti giuridicamente gli interessi dell'ebraismo in Italia è l'UCEI, ne risulta che l'unica definizione di "ebreo" rilevante per lo Stato è quella data dall'Assemblea Rabbinica Italiana. Gli unici enti che possono rilasciare una certificazione di ebraicità in Italia (al fine, ad esempio, di poter richiedere di sostenere un esame universitario in giorno diverso dal sabato, o al fine di richiedere il riposo settimanale durante il sabato, con obbligo per il datore di lavoro di concederlo) sono le Comunità Ebraiche locali membre dell'UCEI che rilasciano tali certificati soltanto in base alle regole dell'ortodossia ebraica. L'iscrizione alle Comunità locali è infatti consentita soltanto previo nulla osta dell'Autorità Rabbinica locale e al cui diniego si può ricorrere unicamente presso l'Assemblea Rabbinica Italiana.

## Struttura legale in Israele

Emblema di Israele

Israele non ha un documento unico chiamato "costituzione" (le "leggi basilari israeliane" funzionano come una costituzione non codificata), tuttavia la definizione di "chi è ebreo" è diventata una questione importante nella politica israeliana a causa del coinvolgimento dei partiti religiosi nel Knesset.

### Accertamenti
A partire dal 2010, tutti coloro che sono emigrati in Israele dopo il 1990 e intendono sposarsi o divorziare nell'ambito della tradizione ebraica e dentro i limiti dello Stato, devono comprovare la propria ebraicità. Inoltre dev'essere presentata una documentazione originale della propria matrilinearità che risalga fino alla bisnonna (4 generazioni) (o, nel caso di ebrei etiopi, 7 generazioni) Inoltre si devono fornire documenti governativi che dimostrino nazionalità e religione ebraiche (per es., certificati di nascita/morte, di matrimonio, ecc.).
Nel caso di persone che hanno perso tali documenti originali o non li hanno mai avuti, occorrono molte più pratiche per dimostrare di essere ebrei.
Le sentenze dei tribunali non sono definitive, e chiunque ha il potere di metterle in discussione anche dopo 20 anni, facendo sospendere la condizione di cittadinanza israeliana, col rischio di possibile espulsione.
Le due più grandi comunità che hanno problemi in questo campo sono:
- Gli immigranti dalla ex-Unione Sovietica – una ricerca svolta tra il 2003 e il 2005 mostra che l'83% delle persone provenienti da Stati post-sovietici che hanno iniziato il procedimento del "test di Ebraismo", l'hanno completato positivamente. Circa il 10% hanno abbandonato tale procedimento prima di completarlo. In uno studio successivo, nel 2011, viene dimostrato un tasso di successo del 90% in tale procedimento sostenuto dalla comunità immigrante.[70][71] Molti ebrei nell'ex-Unione Sovietica avevano fatto in modo di celare la propria ebraicità, per motivi politici. Inoltre, copie post-sovietiche di documenti sono sospette di falsificazione e gli originali sono di difficile accesso ai genealogisti.[72]
- Gli immigranti dagli Stati Uniti, dove i documenti governativi di solito non mostrano religione o etnia.[73][74][75][76]

### Legge del ritorno

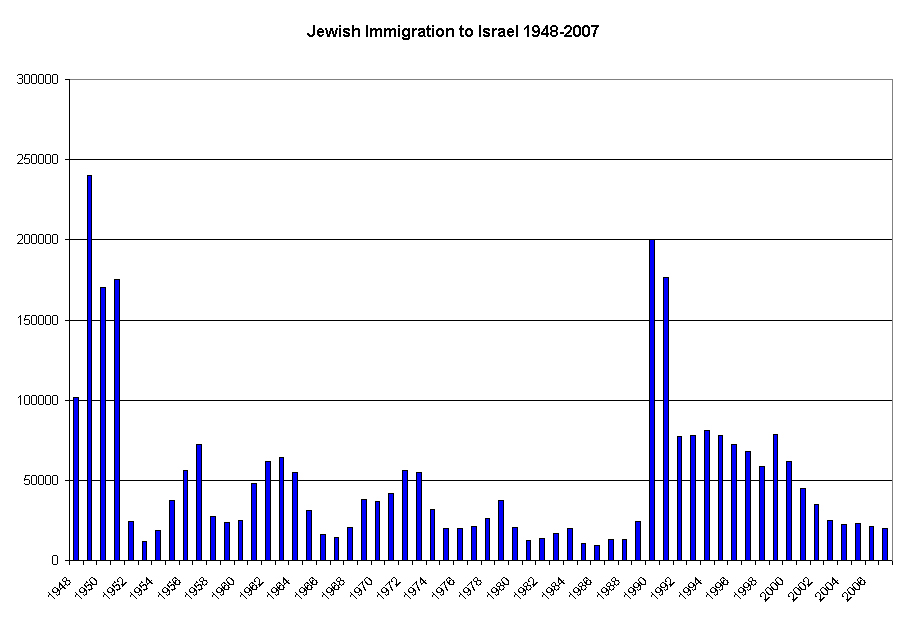
Grafico dell'emigrazione verso Israele 1948-2007

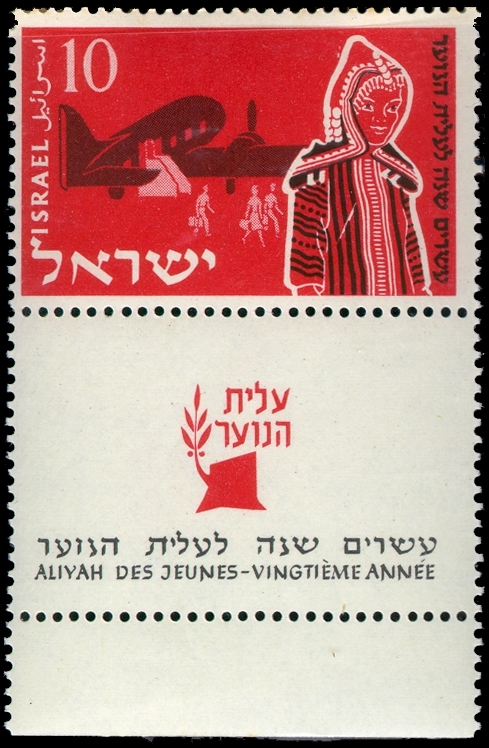
Francobollo israeliano che commemora l'aliyah dei giovani.

Dopo l'indipendenza del moderno Stato di Israele nel 1948, la "Legge del ritorno" fu emanata per dare a ogni ebreo nel mondo il diritto di immigrare a Israele e diventarne cittadino. Tuttavia, a causa dell'incapacità dei legislatori a mettersi d'accordo, la legge non si curò di definire chi fosse un "ebreo", pensando che il problema si risolvesse da solo nel tempo. Alla fine quindi la legge si basò formalmente sulla definizione halakhica tradizionale. Tuttavia l'assenza di una definizione specifica di chi fosse ebreo ai fini della legge ha portato a opinioni divergenti da parte delle varie correnti ebraiche in competizione per il proprio riconoscimento.
Oltre alla definizione halakhica generalmente accettata, la legge ha esteso il diritto di immigrazione e di cittadinanza ai figli e nipoti di ebrei, indipendentemente dalla loro attuale appartenenza religiosa, e ai loro coniugi. Inoltre i convertiti all'Ebraismo al di fuori dello Stato di Israele, a prescindere da chi l'avesse eseguita, avevano il diritto di immigrazione in base a detta Legge. Ancora una volta, si sono sollevate questioni di sapere se una conversione effettuata al di fuori di Israele fosse valida. La variazione della definizione contenuta nella legge e la definizione utilizzata dai vari rami dell'Ebraismo ha portato a difficoltà pratiche per molte persone.
È stato stimato che negli ultimi vent'anni circa 300.000 persone dichiaratamente non ebree e anche cristiane osservanti sono entrate in Israele dalla ex-Unione Sovietica in base al fatto di essere figli o nipoti di ebrei, o coniugati a ebrei.
Tuttavia, vi è stata un'eccezione nel caso di una persona formalmente convertita a un'altra religione, derivata dalla sentenza Rufeisen nel 1962. Tale persona, indipendentemente dalla propria posizione halakhica, non aveva il diritto di immigrazione in base alla legge. Ciò ha creato una divergenza tra l'interpretazione politica sionista di ebraicità e quella della Halakhah. Nel caso di "Shalit 1970" la Corte suprema israeliana ha deliberato in favore di una famiglia che cercava di registrare i bambini nati in Israele da madre scozzese come ebrei di nazionalità, ma l'emendamento del 1972 alla legge del Registro Demografico ha impedito al loro terzo bambino di essere registrato come ebreo.
Attuali definizioni israeliane escludono espressamente quegli ebrei che si sono apertamente e consapevolmente convertiti a una fede diversa dall'Ebraismo, tra cui il Giudaismo messianico. Questa definizione non è la stessa della tradizionale legge ebraica; sotto certi aspetti, è volutamente più ampia, in modo da includere i parenti non ebrei di ebrei, che possano essere stati percepiti come ebrei e quindi abbiano sofferto l'antisemitismo.
La Legge del ritorno di per sé non definisce la condizione ebraica di una persona, ma si occupa solo di coloro che hanno il diritto di immigrazione in Israele.
Nei primi anni cinquanta, il Gran Rabbinato di Israele ebbe a contestare l'immigrazione di ebrei caraiti e invano cercò di ostacolarla. Nel 2007 il rabbino David Chayim Chelouche, rabbino capo di Netayana, ha dichiarato sul The Jerusalem Post: «Il caraita è un ebreo. Li accettiamo in quanto ebrei e chiunque di loro desideri tornare [all'Ebraismo tradizionale], lo accogliamo accettandolo. Una volta ci si chiedeva se i caraiti dovessero sottoporsi a una circoncisione simbolica per poter passare all'Ebraismo rabbinico, ma il rabbinato è d'accordo che oggigiorno non sia necessario.»

### Leggi israeliane sul matrimonio e divorzio
Per quanto riguarda matrimonio, ghet e sepoltura in Israele – tutte procedure che si trovano sotto la giurisdizione del Ministero degli Interni israeliano – viene applicata la definizione halakhica di ebreo. Quando vi siano dubbi, il Gran Rabbinato di Israele generalmente decide la questione.
In termini di relazioni sociali, la maggioranza degli ebrei laici considera la propria identità ebraica come una questione di cultura, nazionalità o etnia. Quegli ebrei che si considerano atei spiegano la propria ebraicità con ragioni di discendenza matrilineare, o se di cognome/lignaggio Cohen (Kohen) o Levi, con una connessione genealogica atavica. La questione di “chi è un ebreo” è comunque sempre in discussione. Problemi che concernono ebrei etnici o ancestrali vengono esaminati dal Gran Rabbinato israeliano.
Ai convertiti che vogliono sposarsi in Israele vengono applicate le regole halachiche ortodosse. In base a tali norme, una conversione all'Ebraismo deve seguire rigorosamente le norme halachiche per essere riconosciuta come valida. Il Rabbinato esamina attentamente anche le conversioni ortodosse, e a volte accade che alcuni che si sono convertiti secondo le autorità ortodosse fuori di Israele non ricevano il permesso di sposarsi in Israele.
Se la propria linea ancestrale di ebraicità è in dubbio, allora si richiede una corretta conversione per poter essere autorizzati a sposarsi nella comunità ortodossa, o in Israele, dove tali norme disciplinano tutti i matrimoni.

### Definizione israeliana di nazionalità

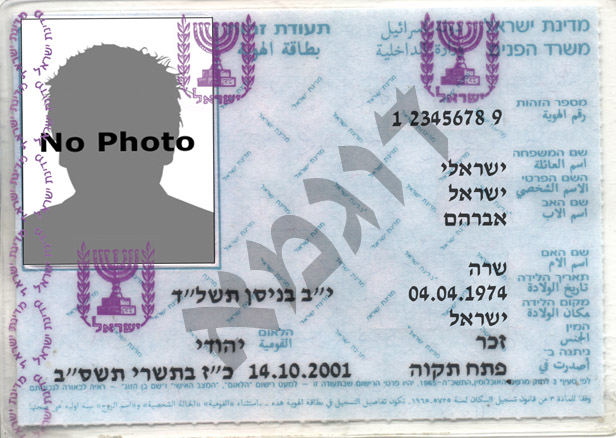
Facsimile di una carta d'identità (Teudat Zehut) israeliana, emessa nel 2001.
Il campo "etnia" appare in blu sopra la data di emissione (14.10.2001) e specifica "ebreo". Dal 2005 il campo appare ancora ma viene riempito di "xxxx".

L'ebraicità di una persona in Israele è considerata una questione di "nazionalità".
Fino al 2005, nella registrazione di "nazionalità" sulla Teudat Zehut (ebraico: תעודת זהות, "carta d'identità") israeliana, che è gestita dal Ministero dell'Interno, la persona doveva soddisfare la definizione halakhica per essere definito "ebreo" sul documento. Tuttavia, in un certo numero di casi, la Corte suprema di Israele ordinò al Ministero dell'Interno di registrare membri del movimento riformato e conservatore come ebrei. Il diritto di persone che si convertono nell'ambito della Diaspora sotto gli auspici dell'Ebraismo riformato o conservatore di fare aliyah, o emigrare in Israele e chiedere la cittadinanza come ebrei, è dettagliata nella Legge israeliana. Dal 2005 in poi, le carte d'identità israeliane non indicano più la nazionalità e il campo è omesso o annullato, come anche la data secondo il calendario ebraico viene esclusa per quei cittadini israeliani che non sono riconosciuti come ebrei dal Gran Rabbinato (o che non hanno fornito prove sufficienti).
Nel caso di cittadino israeliano ebreo la data ebraica viene però tuttora inserita nella Teudat Zehut.

## Altre definizioni
Ci sono stati altri tentativi di determinare l'identità ebraica oltre ai criteri tradizionali ebraici. Questi vanno dagli studi di popolazione genetica (si veda la ricerca dell'"Y-cromosomico Aronne") a controverse prospettive evolutive, comprese quelle sostenute da Kevin B. MacDonald e Yuri Slezkine.
Il genetista David B. Goldstein, collaboratore dello scienziato italiano Luigi Luca Cavalli-Sforza, ha svolto un'interessante ricerca sulla storia genetica e il lignaggio degli ebrei, analizzando il DNA di maschi ebrei che evidenziano nei cromosomi Y una discendenza sacerdotale. Goldstein ha inoltre esaminato, come campione, le rivendicazioni di discendenza ebraica della tribù sudafricana Lemba; le differenze di ereditarietà genetica materna e paterna tra le popolazioni ebraiche; le implicazioni etiche e mediche dell'area scientifica in rapida crescita nell'ambito del panorama genomico umano. Goldstein afferma che lo studio della genetica non solo sta cambiando lo studio della storia ebraica, ma «ha alterato le nozioni di identità ebraica e persino la nostra comprensione di cosa renda un popolo tale.»

### Sociologia e antropologia
Come per qualsiasi altra identità etnica, l'identità ebraica è in una certa misura una questione di affermare tale l'identità o di essere percepito dagli altri (sia all'interno che all'esterno del gruppo etnico) come appartenente a tale gruppo, o entrambe le cose. Per Madeleine Albright durante la sua infanzia cattolica, il suo essere in un certo senso ebraica era probabilmente irrilevante; fu solo dopo la nomina a Segretario di Stato che scoprì la propria origine ebraica.
Il pedagogo Ido Abram asserisce che ci sono cinque aspetti dell'identità ebraica contemporanea:
1. Religione, cultura e tradizione.
2. Il legame con Israele e il Sionismo.
3. I rapporti con l'antisemitismo, comprese le questioni di persecuzione e di sopravvivenza.
4. La storia personale e le esperienze di vita.
5. I rapporti con le culture e le persone non ebree.[95][96]

L'importanza relativa di questi fattori può variare enormemente da luogo a luogo. Ad esempio, un ebreo olandese tipico potrebbe descrivere la propria identità ebraica semplicemente come "sono nato ebreo", mentre un ebreo della Romania, dove i livelli di antisemitismo sono più alti, potrebbe dire: "io considero qualsiasi forma di negazione [della mia ebraicità] come una prova di codardia".

### L'Inquisizione
Durante il periodo dell'Inquisizione spagnola e portoghese, la conversione al cattolicesimo talvolta non comprovò o compromise definitivamente la condizione ebraica della persona. Dal punto di vista giuridico, i convertiti non erano più considerati ebrei e quindi potevano rimanere nella penisola iberica. Durante l'Inquisizione in Spagna e in Portogallo tuttavia molti ebrei furono costretti a convertirsi, ma in seguito furono considerati da molte persone, anche se non in una forma giuridica, come "cristiani nuovi" (spagnolo: cristianos nuevos; portoghese: cristãos novos), distinguendoli separatamente dai "vecchi cristiani" di lignaggio non ebraico. Poiché pressioni legali, politiche, religiose e sociali spingevano molte persone a conversioni non vere (assumendo il comportamento pubblico dei cristiani, pur mantenendo pratiche ebraiche in privato – una sorta di Cripto-Giudaismo – cfr. anche marrano), venivano pur sempre trattati con sospetto, un marchio a volte trasmesso nelle generazioni ai propri discendenti. La limpieza de sangre ("purezza di sangue") richiedeva ai pubblici ufficiali o a membri candidati a cariche professionali di dimostrare che non avevano antenati ebrei o musulmani.

### Filosofia
Jean-Paul Sartre, che non era ebreo, affermò nel suo Réflexions sur la question juive (1946) che l'identità ebraica «non è né nazionale né internazionale, né religiosa né etnica, né politica: si tratta di una comunità quasi-storica». Mentre gli ebrei in quanto individui possono essere in pericolo da parte dell'antisemita che vede solo "ebrei" e non "persone", Sartre sostiene che l'esperienza ebraica dell'antisemitismo conserva - o anche crea - il senso di "comunità ebraica". Nella sua dichiarazione più estrema di questo punto di vista, Sartre ha scritto «È l'antisemita che crea l'ebreo» (e la sua frase famosa: «Si le juif n'existait pas, l'antisémite l'inventerait»). Al contrario, quel senso di comunità ebraica specifica può essere minacciata dal democratico che vede solo "la persona" e non "l'ebreo".
Hannah Arendt ripetutamente affermò un principio di rivendicare l'identità ebraica di fronte all'antisemitismo: «Se uno è attaccato come ebreo, uno deve difendersi come ebreo, non come tedesco, non come cosmopolita, non come sostenitore dei diritti dell'uomo, o qualsiasi altra cosa» e «Un uomo attaccato come ebreo non può difendersi da inglese o da francese. Il mondo potrebbe semplicemente concludere che egli non si stia difendendo affatto.»
Wade Clark Roof (1976), sociologo presso l'Università della California a Santa Barbara, ha proposto che i settori sociali della vita moderna, in cui i simboli tradizionali e rituali sono significativi, forniscono un approccio alternativo a spiegare la base sociale della religione in un ordine secolare laico; così facendo, si rivolge alla comunità locale quale sfera della società moderna che ancora persiste «come un sistema complesso di reti di amicizia e di parentela, di associazioni formali e informali, come anche di attaccamenti simbolici, molto radicati nella vita famigliare e nei continui processi di socializzazione».

### Definizioni antisemitiche
La domanda "Chi è ebreo?" è a volte importante anche per i non ebrei. Storicamente ha avuto un significato eccezionale quando veniva considerata da gruppi antiebraici ai fini di persecuzione e/o discriminazione. La definizione può avere un impatto determinante sulla persona, se questa possa avere un certo lavoro, vivere in certi luoghi, ricevere un'istruzione gratuita, risiedere o continuare a risiedere in un dato Paese, essere imprigionata o giustiziata.

#### Nazismo

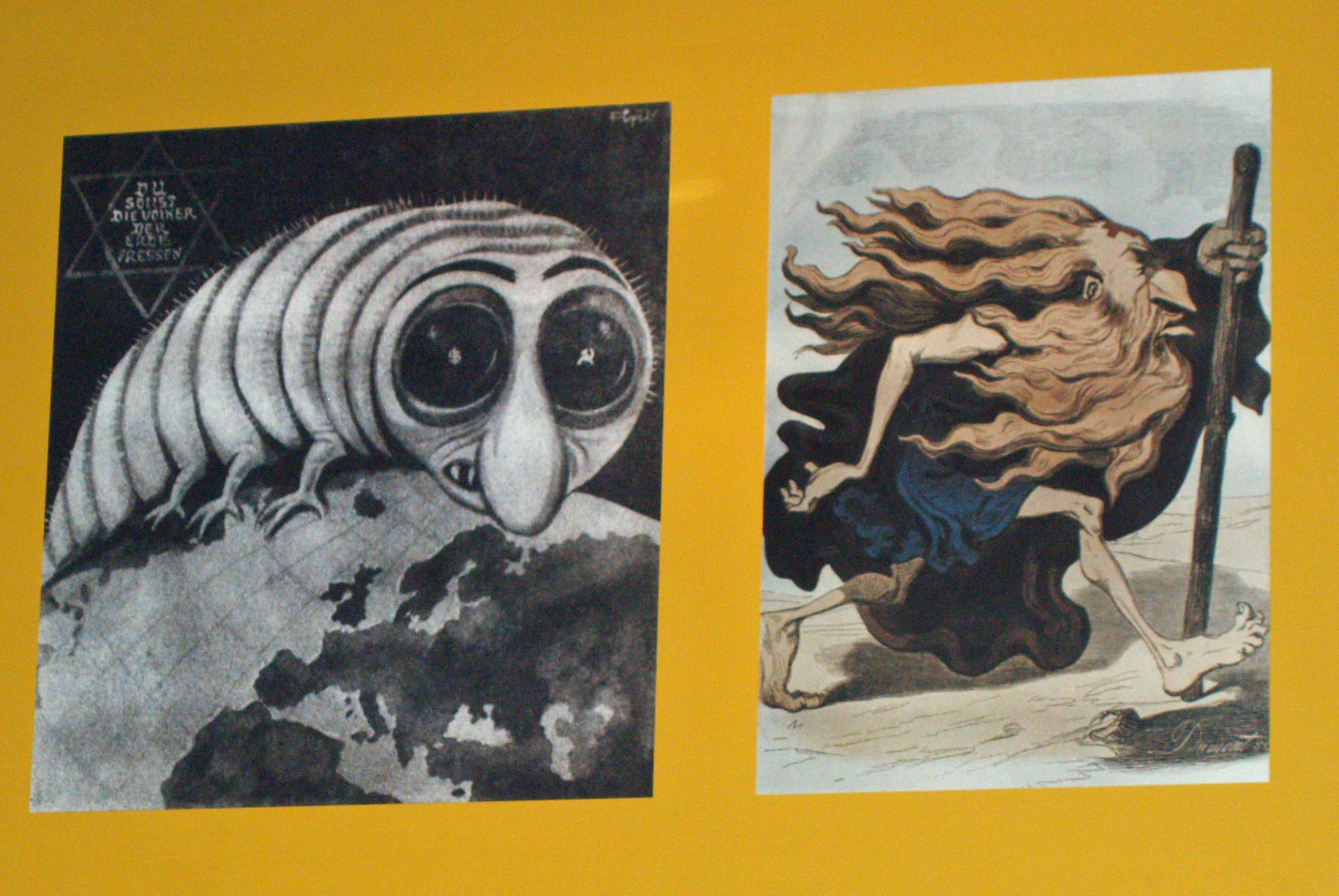
Propaganda nazista antisemita, Museo di Yad Vashem.

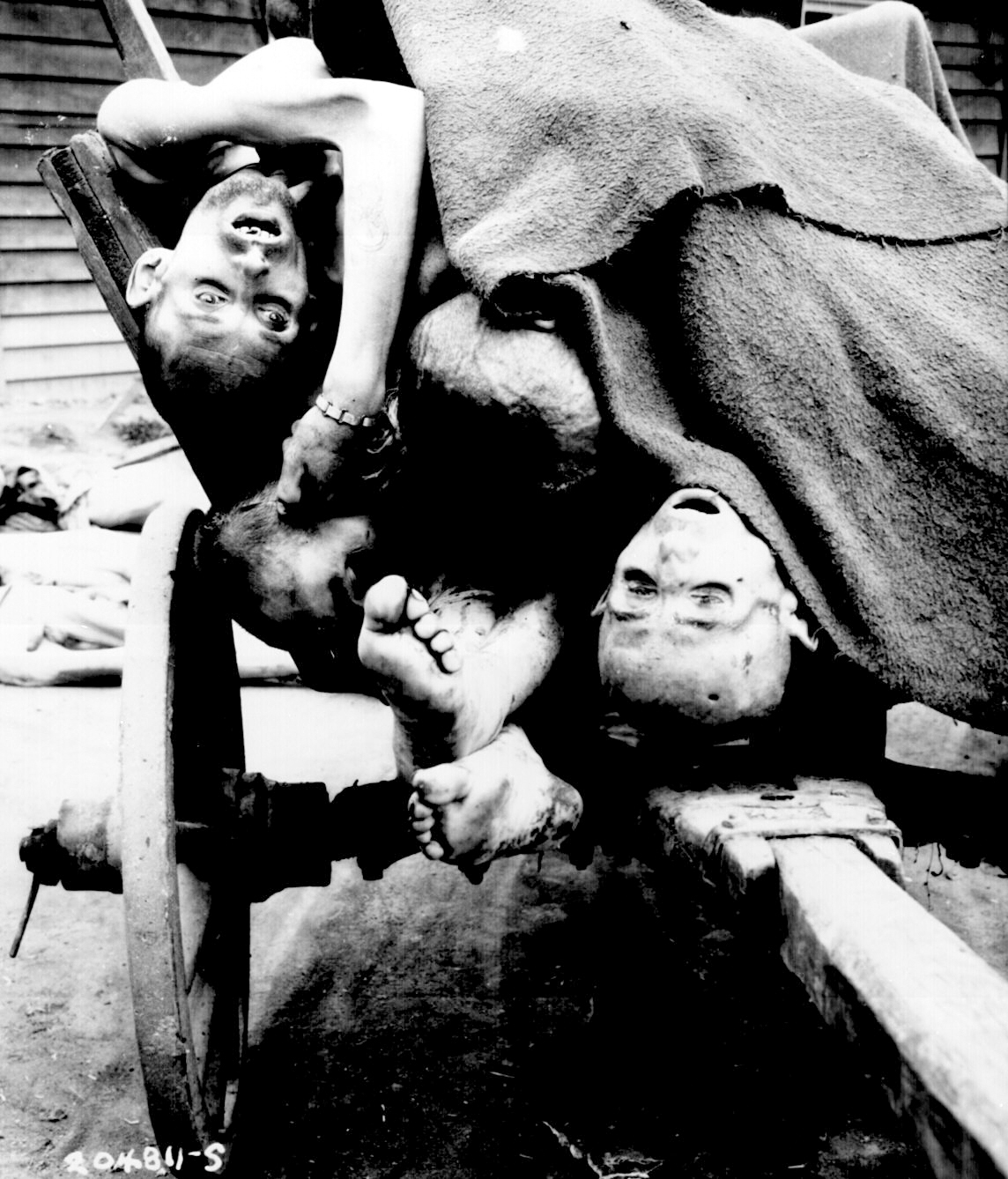
La soluzione nazista per chi era classificato ebreo secondo le leggi di Norimberga (Campo di concentramento di Mauthausen-Gusen, Austria)

Il regime nazista istituì leggi discriminatorie nei confronti degli ebrei, che vennero dichiarati una "razza" e quindi necessitavano di essere definiti nell'ambito del sistema razzista stabilito per legge. Queste definizioni classificavano le persone in base alle rispettive religioni secondo le discendenze ereditarie di ciascun individuo, in base ai registri comunitari di appartenenza. Quindi la fede personale o l'osservanza individuale, così come le definizioni religiose dell'Ebraismo basate sulla Halakhah, vennero per lo più ignorate.
Nella stessa Germania, l'Ahnenpass ("Passaporto Ancestrale") e le Leggi di Norimberga classificavano le persone come appartenenti alla razza ebraica, se discendevano da tre o quattro nonni iscritti presso le congregazioni ebraiche. Una persona con uno o due nonni iscritti in una congregazione ebraica poteva venir classificato come Mischling (meticcio), come incrocio, o di "sangue misto", se la persona in questione non era membro di una congregazione ebraica al tempo della promulgazione delle leggi di Norimberga. Solo le persone con almeno due nonni di "sangue tedesco" potevano essere dichiarati cittadini tedeschi del Terzo Reich, gli altri tedeschi decadevano nel nuovo gruppo di cittadini di seconda classe, i cosiddetti cittadini statali. Se una persona, con i nonni della stessa combinazione religiosa, era iscritta come membro di una congregazione ebraica nel 1935 o ci si iscriveva successivamente, passava dalla classe discriminatoria di "Mischlinge" a quella di "Geltungsjude" ("ebreo con validità giuridica"), anche se non rientrava nel non meno legalmente definito criterio discriminante di discendenza da tre o quattro nonni ebrei. Mentre qualsiasi Mischling poteva in qualsiasi momento rientrare nella classe di Geltungsjude unendosi a una congregazione ebraica, le leggi di Norimberga lasciavano invariata e permanente la classificazione di Geltungsjude anche se la persona cercava di sottrarsi dal pericolo secedendo dalla comunità ebraica dopo il 1935, considerando tali secessioni di nessun effetto ai fini della discriminazione. Il problema comunque non esisteva per coloro che avevano tre o quattro nonni ebrei, e che non avrebbero mai potuto alterare la propria "classificazione legale" di ebrei. Qualsiasi Mischling con due nonni ebrei, colloquialmente chiamato mezzo-ebreo, che si coniugava dopo il 1935 con persona classificata come ebrea, veniva a rientrare nella classe discriminatoria di "Geltungsjude". Un Mischlinge con un nonno ebreo erano di solito interdetti dallo sposare chiunque avesse un nonno ebreo.
Secondo il governo nazista, non era possibile diventare non-ebreo secedendo dalla propria congregazione ebraica, o diventando non praticante, o sposandosi al di fuori della propria religione, o convertendosi al Cristianesimo. Nel 1935 le leggi di Norimberga proibivano nuovi matrimoni di persone classificate come ebree con persone di altre classificazioni. Matrimoni contratti in precedenza tra coniugi di classificazioni diverse (i cosiddetti matrimoni misti: "Mischehe") fornivano al coniuge classificato ebreo un'incerta protezione da alcune discriminazioni e atrocità.
Ci sono stati pochissimi Caraiti in Europa durante il periodo nazista; la maggior parte vivevano in Turchia, Grecia e Crimea. I Caraiti non furono considerati ebrei ai fini della politica di sterminio dell'Olocausto; secondo l'Obergruppenführer delle SS Gottlob Berger, che scriveva il 24 novembre 1944, la discriminazione contro i Caraiti era stata vietata a causa della loro vicinanza ai Tatari della Crimea, che Berger reputava collegati ai Caraiti. Tuttavia i nazisti provavano ostilità verso i Caraiti, a causa della loro religione, e ci fu una serie limitata di massacri di Caraiti durante la seconda guerra mondiale.
Nella Francia occupata dai nazisti durante il secondo conflitto mondiale, un'ordinanza definiva ebreo quell'individuo che apparteneva alla religione ebraica o che aveva più di due nonni ebrei.
Il regime di Vichy nella Francia meridionale definiva ebrea la persona con tre nonni ebrei o con due nonni ebrei se uno dei coniugi era ebreo. Richard Weisberg riporta che questa era una classificazione più ampia di quella usata nella Francia occupata – per esempio, un "Mischling" non poteva venir classificato ebreo secondo la norma nazista, in base alla classificazione del coniuge se il matrimonio era stato contratto prima dell'imposizione delle leggi matrimoniali antisemite nella Francia meridionale, ma sarebbe stato considerato tale secondo la legge di Vichy se avesse sposato una persona ebrea, indipendentemente da quando.

## Ebrei come popolo
Con la dizione popolo ebraico (ebraico: עמיות יהודית, Amiut Yehudit) si esprime la consapevolezza dell'unità di fondo che rende il singolo ebreo una parte del popolo ebraico.
Il concetto di popolo ha un duplice significato: il primo è descrittivo, come concetto che descrive di fatto l'esistenza degli ebrei come popolo; il secondo è normativo, come valore che descrive il senso di appartenenza e l'impegno verso il popolo ebraico.

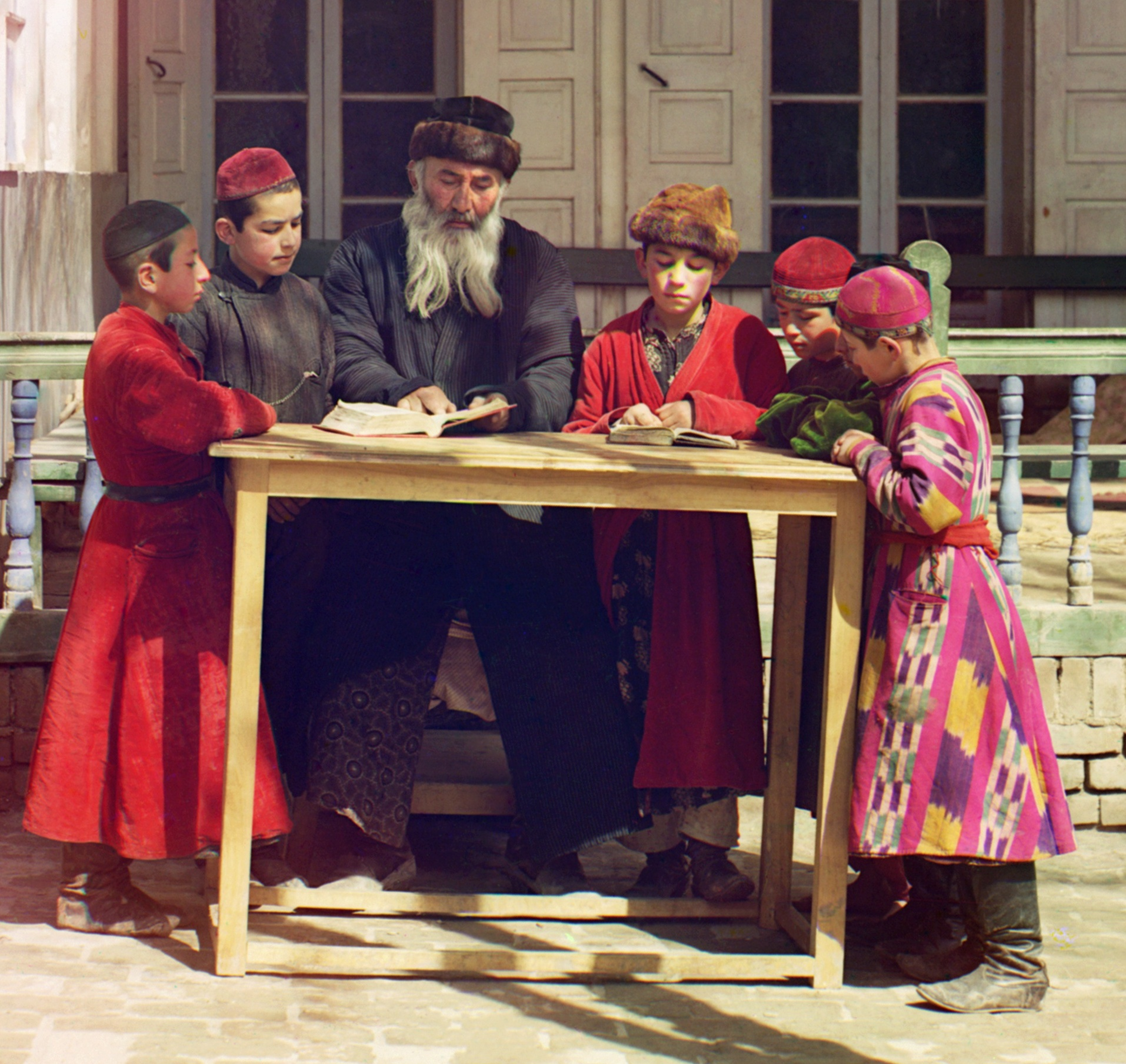
Bambini ebrei col loro insegnante, Samarcanda, 1909-1915. Fotografia a colori di Sergej Prokudin-Gorskij.

Alcuni ritengono che il concetto di "popolo ebraico" sia un cambiamento di paradigma nella vita ebraica. Insistendo sul fatto che la corrente principale della vita ebraica si concentra sul sionismo, si sostiene che la vita ebraica dovrebbe invece concentrarsi ora sul popolo ebraico - secondo le parole del Primo Ministro israeliano (2008) Ehud Olmert: «Il vecchio paradigma della Diaspora quale benefattrice e Israele quale beneficiario non può più continuare... Durante i trascorsi sessant'anni Israele è stato il progetto del popolo ebraico. Per i prossimi sessant'anni, il popolo ebraico dovrà essere il progetto di Israele e delle comunità ebraiche nel mondo».
Altri sostengono che il concetto di "popolo", o Klal Yisrael, ha permeato la vita ebraica per millenni, e il concentrarsi su tale concetto non costituisce un cambiamento di paradigma. In effetti gli ebrei sono stati estremamente efficaci nel sostenere per oltre 3400 anni un senso di responsabilità comune nei confronti del proprio popolo e dei suoi membri. Allo stesso tempo, i concetti di "popolo ebraico" e "sionismo" non sono necessariamente in contrapposizione. Proprio il concetto di definire l'Ebraismo come "popolo" o "civiltà", apre le porte a un'ampia varietà di valori nell'ambito del concetto di Ebraismo.

### Origini del concetto

#### Nelle Scritture
L'idea dell'esistenza di un distinto popolo ebraico è di origine biblica. In tutta la Torah, Neviìm e Ketuvim, gli ebrei sono variamente indicati come: congregazione, nazione, figli d'Israele, o anche regno – tutto ciò a implicare una connessione tra le persone.
«Stabilirò la mia alleanza con te e con la tua discendenza dopo di te di generazione in generazione, come alleanza perenne, per essere il Dio tuo e della tua discendenza dopo di te.» Genesi 17:7,8
«Vi è un popolo segregato e anche disseminato fra i popoli di tutte le province del tuo regno, le cui leggi sono diverse da quelle di ogni altro popolo.» Libro di Ester 3:8
«In ogni generazione ogni persona deve sentirsi come se fosse in verità proprio riscattata dall'Egitto». Haggadah
«Kol yisrael arevim zeh bazeh» – «Tutto Israele si sostiene l'un l'altro». Talmud Shevuot 39a
La natura spirituale nonché la natura religiosa ebraica impedisce agli ebrei di abbandonare la propria fede ebraica, in loro innata e connaturata: qualche ebreo potrebbe dimenticare "alcune verità", potrebbe non conoscere tutta la Torah, ma chi è ebreo resta ebreo per sempre, "in eterno", sia in "questo Mondo", che comprende parte dell'era messianica, sia nel Mondo futuro.

#### Mordecai Kaplan

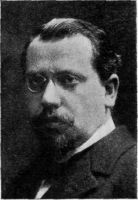
Mordecai Kaplan (1915)

Il primo uso significativo del concetto di "popolo ebraico" fu proposto dal rabbino Mordecai Kaplan, filosofo del XX secolo, che cercava un termine utile a descrivere la natura complessa dell'appartenenza ebraica. Una volta fondato lo Stato di Israele, Kaplan scartò il concetto di "nazione ebraica" poiché il termine veniva associato troppo strettamente a "Stato ebraico", e lo sostituì col concetto di "popolo ebraico".
La definizione di Kaplan dell'Ebraismo come «una civiltà religiosa in evoluzione» illustra la sua concezione della centralità del concetto di "popolo" nella definizione stessa di cosa sia l'Ebraismo.
Descrivere l'Ebraismo come civiltà religiosa sottolinea come il popolo ebraico abbia cercato «di far acquisire alla [propria] esperienza collettiva un significato di arricchimento della vita del singolo ebreo e di grandezza spirituale del popolo ebraico». La definizione rende possibile anche l'accettazione da parte dell'Ebraismo dei principi di unità nella diversità e di continuità nel cambiamento. È inoltre un richiamo al fatto che molta parte dell'Ebraismo non può essere incasellata nella categoria di religione in tempi moderni, «paradossale come può sembrare, la rigenerazione spirituale del popolo ebraico richiede che la religione cessi di essere la sua unica preoccupazione.» Nel senso che l'esistenza precede l'essenza e la vita ha la precedenza sul pensiero, l'Ebraismo esiste per il bene del popolo ebraico, piuttosto che il popolo ebraico esista per il bene dell'Ebraismo.
Lo scopo di Kaplan nello sviluppare l'idea di popolo ebraico fu quello di creare una visione abbastanza ampia da includere tutti coloro che si identificavano come ebrei, a prescindere da come uno intenda questa identità.

### Nella vita moderna
L'uso intensivo da parte delle organizzazioni ebraiche del concetto di "popolo" e l'interesse intellettuale per l'argomento è iniziato nel 2000. Organizzazioni importanti come le Federazioni Ebraiche del Nord America, la Federazione JFNA di New York, l'Agenzia ebraica, il Ministero dell'Istruzione israeliano, il Museo della Diaspora, la Fondazione Avi Chai, l'American Jewish Committee e molte altre organizzazioni minori, stanno introducendo il concetto di Popolo come principio organizzatore nelle proprie istituzioni o stanno avviando programmazioni di alto profilo che si concentrano sul concetto di "popolo ebraico".
Natan Sharansky, presidente dall'Agenzia ebraica, ha dichiarato che la missione tradizionalmente sionista dell'agenzia ha fatto il suo tempo. Tra i nuovi obiettivi, Sharansky ha posto come priorità l'istruzione in Israele e la promozione del popolo ebraico, in particolare tra i giovani.

### Caratteristiche principali
Oltre all'uso del concetto di popolo da parte delle organizzazioni ebraiche, vi è una crescita parallela di interesse intellettuale per l'argomento a partire dal 2000. Il dibattito intellettuale si domanda: cosa è "popolo ebraico"? Quali sono le caratteristiche principali che distinguono il concetto di "popolo ebraico" da altri concetti?

#### Aree di accordo
Le aree di accordo degli intellettuali ebrei che scrivono sul concetto di "popolo ebraico" indicano tre principi unificanti:
1. Un'esperienza multidimensionale di appartenenza ebraica - La nozione di popolo ebraico assume un'interpretazione di appartenenza ebraica che è multidimensionale.
2. Il rifiuto di qualsiasi ideologia dominante che sottolinei solo una dimensione di ebraicità - quadri ideologici che mettano in risalto una particolare dimensione dell'esperienza ebraica non sono un punto di partenza accettabile per comprendere come gli individui si connettano al popolo ebraico.
3. Concentrarsi sulla natura del legame tra ebrei e non sull'identità ebraica - Coloro che promuovono il concetto di popolo ebraico non si concentrano sull'identità degli individui, bensì sulla natura delle connessioni tra ebrei. L'interesse è per gli elementi comuni e strutture che consentano agli ebrei di collegarsi tra di loro sia emotivamente che socialmente.

In combinazione, questi tre principi instillano coerenza nel concetto di "popolo" e offromo un valore aggiunto alle organizzazioni che desiderano creare programmi che consolidino la nozione e coscienza di popolo ebraico in modo sostenibile e misurabile.

#### Differenti prospettive
Ci sono diverse varianti della posizione comunitaria tra gli intellettuali che scrivono sul "popolo ebraico". Il denominatore comune è il desiderio di trovare un terreno compartecipativo su cui costruire le connessioni tra gli ebrei.
Le quattro posizioni distinte riguardanti il "popolo ebraico"
1. Popolo come destino comune.
2. Popolo come missione condivisa con enfasi su Tiqqun 'Olam.
3. Popolo come comune fratellanza e reciproca responsabilità.
4. Popolo come obbligo.[128]

Per alcuni critici "popolo ebraico" è ancora un concetto amorfo e astratto, che presenta un approccio ideologico opzionale verso la collettività ebraica. Altri si chiedono se non sia una base troppo debole su cui fondare l'identità collettiva ebraica, tanto più che la visione di "popolo" non si fonda su nessun tipo di identità religiosa o spirituale.
D'altra parte, i proponenti del "Canaanismo", un movimento che creato da immigranti nazionalisti nel Mandato britannico della Palestina, ebbero a rifiutare la nozione di "popolo ebraico", asserendo che l'Ebraismo è una religione, non una nazione. I canaanisti come Yonatan Ratosh si descrivevano in inglese come "Hebrews" (e non come "Jews"), usando esplicitamente un'autodescrizione non religiosa, e pensavano che l'Ebraismo come religione non fosse radicato nella terra d'Israele come lo era invece l'identità etnica ebraica.

## Rivendicazioni d'identità israelita

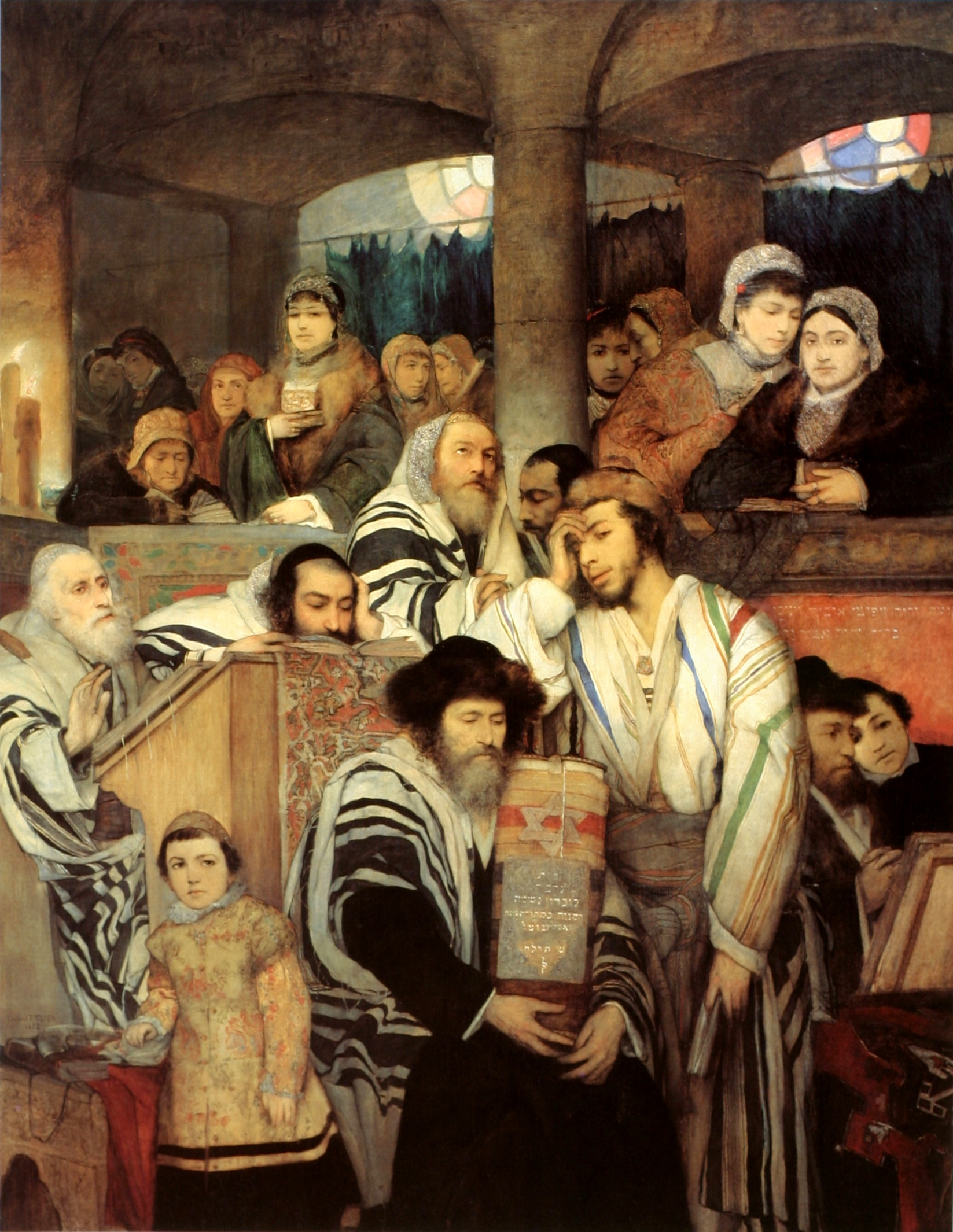
Ebrei aschenaziti in preghiera nella Sinagoga durante lo Yom Kippur.
Elementi tradizionali illustrati includono il tallit, la Torah, i kippot e la segregazione tra uomini e donne nella sinagoga (dipinto di Maurice Gottlieb, 1878)

Identità ebraica è quella condizione oggettiva o soggettiva di "sentirsi ebreo" e di riferirsi a essere ebreo. Secondo la definizione più ampia, l'identità ebraica non dipende dal fatto se la persona sia o meno considerata come ebrea da altri, o da una serie di norme esterne religiose, giuridiche o sociologiche. L'identità ebraica non ha bisogno di implicare un'ortodossia religiosa. Di conseguenza, l'identità ebraica può essere di carattere culturale, può comportare legami con la comunità ebraica, può avere origini ancestrali di carattere biologico, demografico, sociologico. Come si è visto, l'Ebraismo tradizionale basa l'ebraicità sulla via matrilineare: secondo la legge ebraica (Halakhah), tutti coloro che sono nati da una madre ebrea sono ebrei, indipendentemente dalle convinzioni personali o dal livello di osservanza della legge ebraica. Quindi anche gli ebrei atei possono avere un'identità ebraica. Mentre la maggioranza assoluta delle persone con questa identità sono di etnia ebraica, le persone nate da un ambiente misto di ebrei e non ebrei possono tuttavia avere un'identità ebraica.
Oltre agli ebrei stessi, esistono vari altri gruppi che hanno asserito la propria discendenza dagli israeliti biblici. La questione si pone oggi in relazione alla Legge del Ritorno di Israele, con diversi gruppi che cercano di emigrarvi. Alcune richieste sono state accettate, altre sono in esame, mentre altre ancora sono state respinte dal Rabbinato israeliano.

### Ebrei indiani

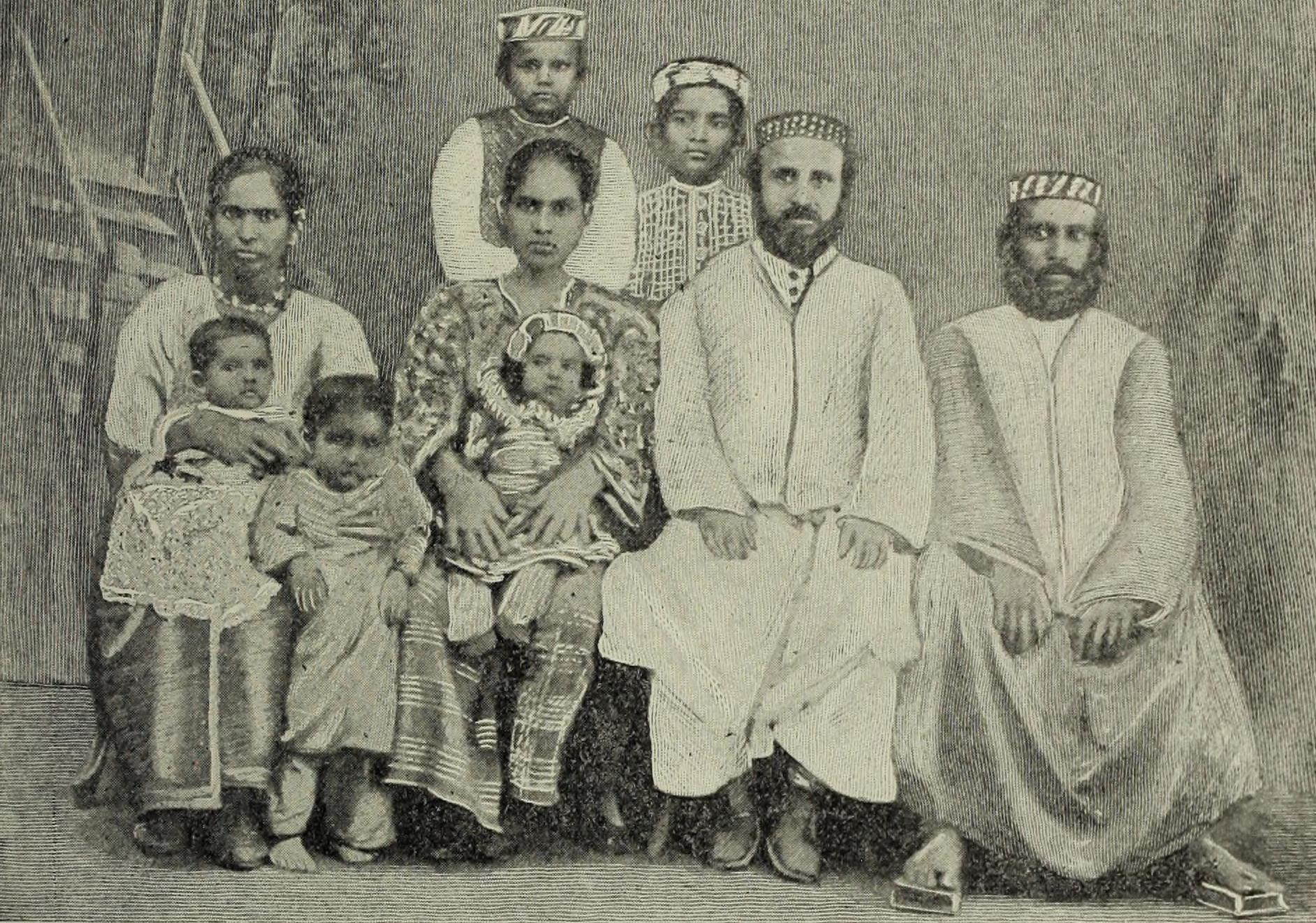
Ebrei di Kochi, 1900 ca.

Alcune fonti affermano che i primi ebrei di Cochin, in India, siano stati coloro che si stabilirono sulla Costa di Malabar durante i tempi di Re Salomone di Israele e dopo che il Regno di Israele si divise in due.
Correntemente gli ebrei di Cochin sono emigrati (principalmente in Israele).
Bene Israel

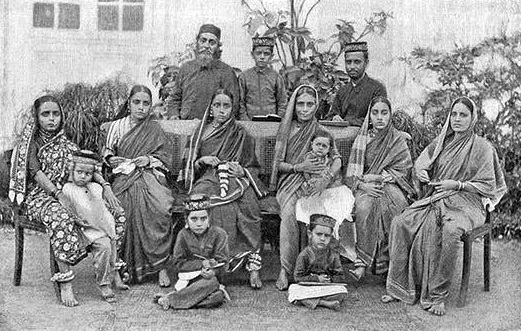
Bene Israel a Bombay, 1906 ca.

I Bene Israel (anche Beni Israel, Benai Israel, B‘nai Israel o Bani Israel – "Figli di Israele") dell'India affermano di discendere dagli ebrei che sfuggirono alla persecuzione in Galilea durante il II secolo p.e.v.. I Bene Israel assomigliano ai non ebrei Maratti di aspetto e di usanze, il che indica la tendenza a matrimoni misti tra ebrei e indiani. I Bene Israel tuttavia hanno mantenuto le pratiche ebraiche alimentari del Casherut, la circoncisione e l'osservanza dello Shabbat come giorno di riposo.
Nel 1964 il Gran Rabbinato israeliano dichiarò che i Bene Israel sono "interamente ebrei in ogni rispetto".
I Bene Israel riportano il proprio lignaggio ai Kohanim, la classe sacerdotale israelita, che discende da Aronne, fratello di Mosè. Nel 2002, un test DNA ha confermato che i Bene Israel condividono la stessa ereditarietà dei Kohanim.
Esistono odiernamente circa 5.000 ebrei di questo gruppo in India e oltre 6.000 che risiedono in Israele e vi mantengono 65 sinagoghe.

### Ebrei berberi

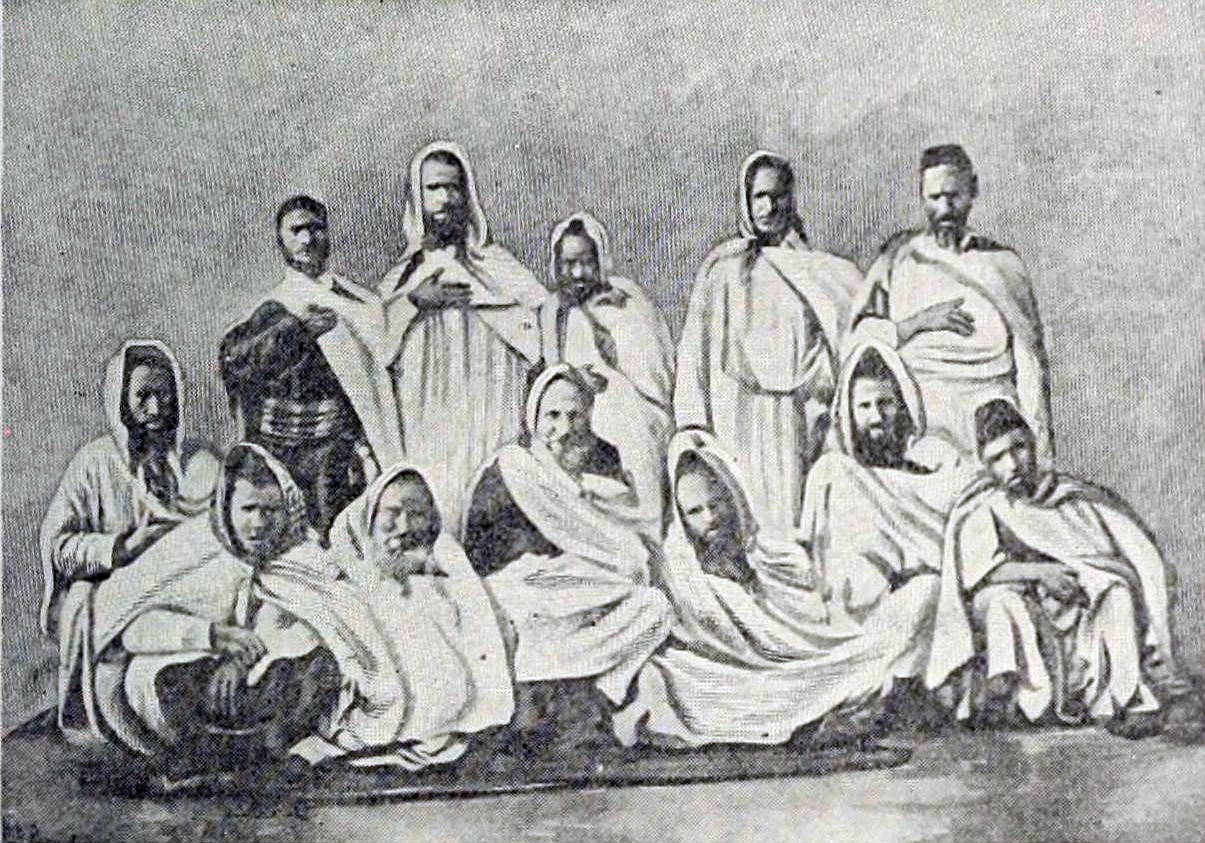
Berberi ebrei nel monte Atlante, Marocco, anno 1900.

Gli Ebrei berberi fanno parte di tutte quelle comunità ebree di lingua berbera che abitano la catena montuosa dell'Atlante in Marocco.
L'origine di tali comunità non è ancora del tutto chiara. Secondo alcune teorie tali comunità si originano da un'influenza giudea tra i Berberi mentre per altri si tratterebbe semplicemente di un'influenza berbera tra gli ebrei. Tra il 1950 e il 1970 la maggior parte delle comunità sono emigrate in Francia, negli Stati Uniti d'America o in Israele.
In passato sarebbe stato molto difficile stabilire se questi clan di Ebrei berberi fossero di origine israelitica che, attraverso un processo di assimilazione, si sono poi avvicinati alla cultura e alla lingua berbera – oppure se fossero indigeni berberi che nel corso dei secoli si sono convertiti alla religione ebraica, spinti dai colonizzatori ebrei. André Goldenberg e Simon Lévy sono alcuni dei sostenitori di questa seconda interpretazione.
La teoria di una giudaizzazione di massa è stata messa in discussione da uno studio recente condotto analizzando campioni di DNA mitocondriale. Lo studio (condotto tra gli altri da Behar), con l'analisi di piccoli campioni di DNA di ebrei nordafricani (Libia (83); Marocco (149); Tunisia (37)) dimostra che gli Ebrei provenienti dal Nord Africa sono privi di alcuni tratti tipici dei nordafricani. Dunque, la mancanza di cromosomi M1 e U6 tra i nordafricani rende improbabile la possibilità di una mescolanza tra gli arabi indigeni e i Berberi. Tuttavia, questa conclusione deve essere necessariamente smorzata dal fatto che i cromosomi Hg M1 e U6 non si trovano in ogni gruppo etnico berbero. Per esempio, uno studio condotto da Fadhlaoui-Zid et alii (2004), non ha trovato alcuna traccia di M1 o U6 nei berberi tunisini provenienti da Chenini-Douiret; un altro studio di Loueslati et alii (2006) ha dimostrato l'assenza di M1 e U6 nei berberi tunisini di Gerba.
Inoltre, secondo lo stesso studio di Behar (et alii), le comunità di Berberi israeliti del Nord Africa non condividono alcuni dei loro tratti essenziali con le comunità ebraiche del Vicino Oriente.
Gli ebrei si stabilirono nel Nord Africa sin dai tempi romani e la loro presenza nella provincia romana d'Africa fu di enorme importanza. L'accettazione da parte dei Berberi dell'Ebraismo come propria religione, nonché la successiva conversione da parte di numerose tribù, avvenne nel corso del tempo. Lo storico francese Eugène Albertini data la giudeizzazione di alcune tribù berbere e la loro espansione da Tripolitania alle oasi sahariane intorno alla fine del I secolo. Marcel Simon ritiene che il primo contatto tra i Berberi occidentali e l'Ebraismo sia avvenuto durante la prima guerra giudaica del 66-70.
Durante la conquista Araba del Maghreb, esistevano, secondo lo storico arabo Ibn Khaldun, alcune tribù berbere che professavano l'Ebraismo. Si suppone che la leader militare berbera Dihya fosse una berbera di religione ebraica. Si dice che Dihaya avesse incitato i Berberi della regione Aurès (nel territorio di Chaoui), negli speroni orientali della catena Atlante nell'odierna Algeria, a un'ultima e infruttuosa resistenza al generale arabo Hassan ibn al-Nu'man.
Dopo la guerra arabo-israeliana del 1948, la tensione tra le comunità indigene ebree e le comunità indigene arabe crebbe vertiginosamente. Gli ebrei del Maghreb furono costretti a emigrare a causa delle tensioni crescenti. Oggi la comunità indigena berbero-ebraica non esiste più in Marocco. La popolazione marocchina di religione ebraica conta circa 8000 persone, per lo più residenti a Casablanca,la maggioranza delle quali è tuttavia di lingua araba.

### Beta Israel

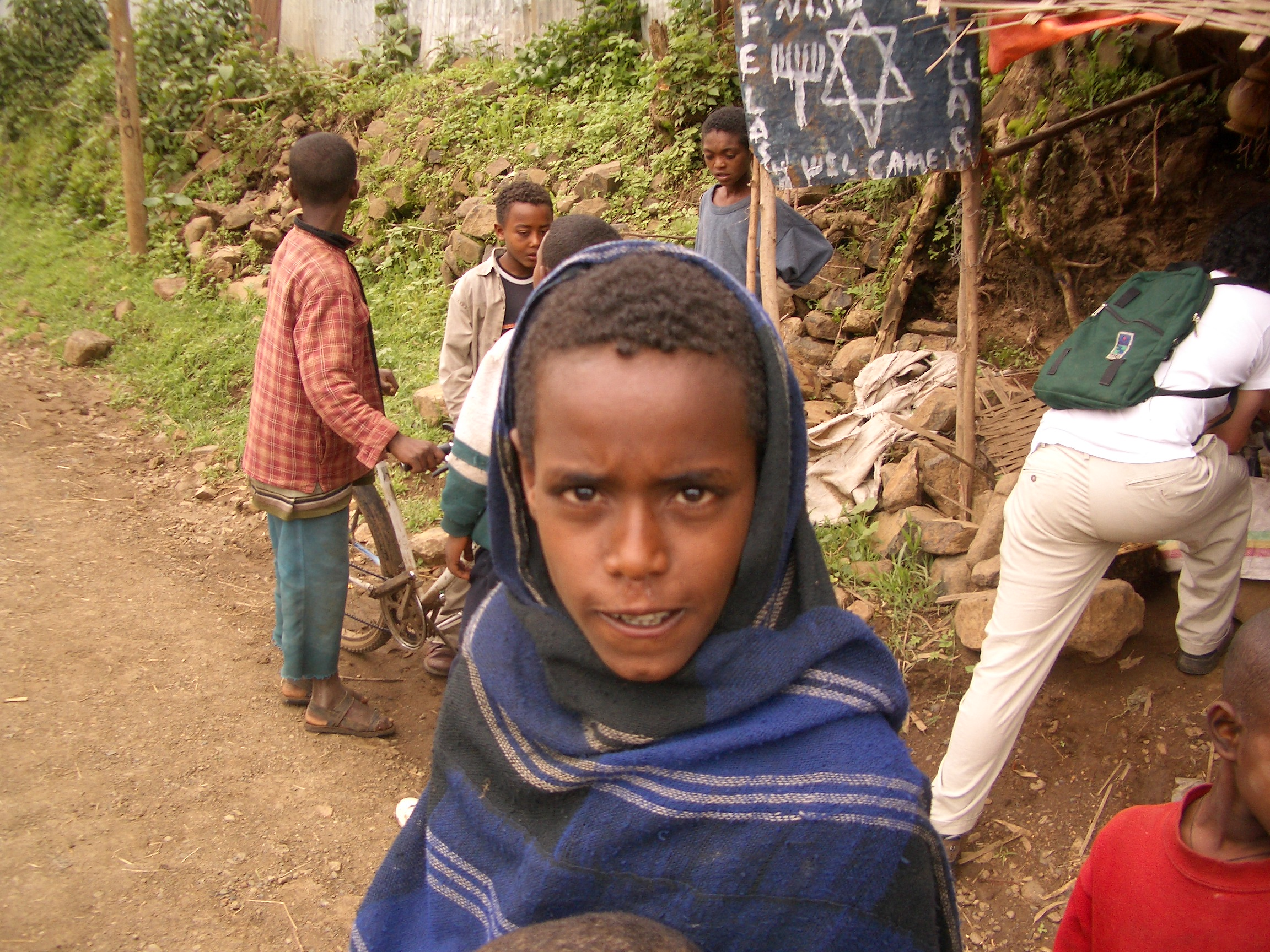
Ragazzi falascia, Etiopia 2005

I Beta Israel o Falascia (o Bēta 'Isrā'ēl in lingua ge'ez; ביתא ישראל in ebraico – che significa Casa (di) Israele, ed è da loro preferito vista l'accezione negativa che la parola Falasha ha assunto in lingua amarica, e che significa "esiliato" o "straniero") sono un gruppo etnico che in precedenza viveva in Etiopia e che ha una tradizione di discendenza dalla tribù scomparsa di Dan. Hanno una lunga storia di osservanze e pratiche ebraiche, che includono il rispetto del Casherut, dello Shabbat e della Pesach, e per tale ragione la loro ebraicità è stata accettata del Gran rabbinato d'Israele e dal governo israeliano nel 1975. Sono emigrati in massa durante gli anni 1980 e 1990 come ebrei, secondo la Legge del Ritorno. Alcuni che affermano la loro identità di Beta Israel vivono ancora in Etiopia.

### Bnei Menashe

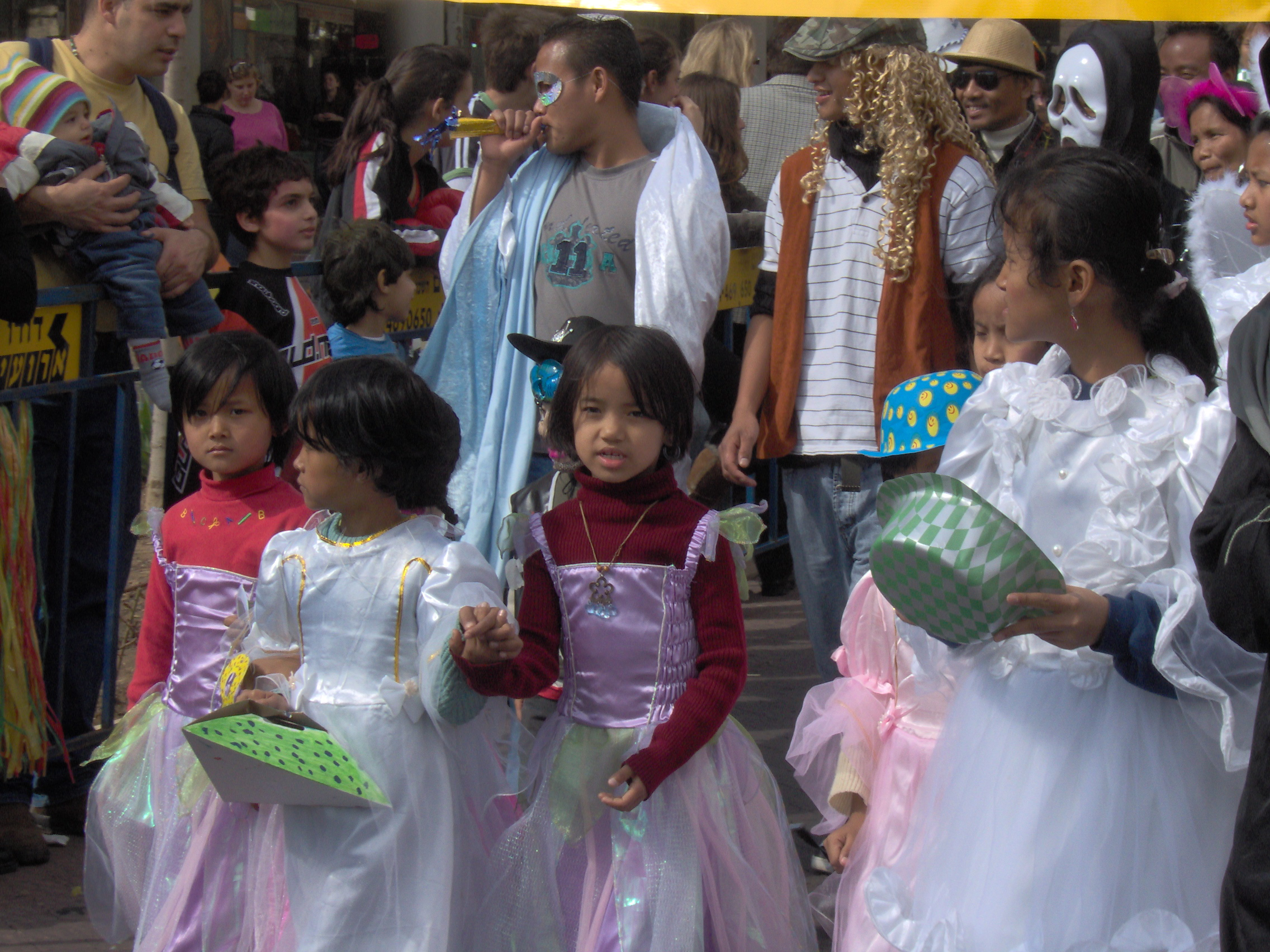
Bnei Menashe durante il Purim a Karmiel, Israele 2007

I Bnei Menashe (ebraico: בני מנשה, "Figli di Menasse") sono un gruppo in India che asserisce di essere discendente dalla Tribù di Menasse. I membri che hanno studiato l'ebraico e che osservano lo Shabbat e le altre leggi ebraiche, hanno ricevuto nel 2005 il sostegno del Rabbino Capo sefardita di Israele per organizzare la loro conversione formale all'Ebraismo. Alcuni si sono convertiti e sono emigrati in Israele secondo la Legge del Ritorno.

### Ebrei di Kaifeng

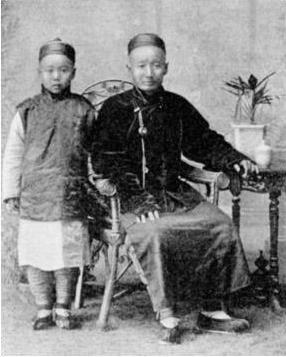
Ebrei Kaifeng a K'ai-Fun-Foo, Cina 1900 ca.

Gli Ebrei di Kaifeng sono un gruppo di cinese originario della Provincia di Henan in Cina, che ebbero i primi contatti con gli europei nel 1605 tramite lo studioso religioso Matteo Ricci. Ricercatori moderni ritengono che questi ebrei discendessero da mercanti persiani che si erano stabiliti in Cina durante la prima Dinastia Song. Prosperarono durante la Dinastia Ming come funzionari confuciani, soldati e mercanti, ma ben presto si assimilarono e persero gran parte del loro patrimonio ebraico. All'inizio del XIX secolo, l'ultimo rabbino con conoscenza della lingua ebraica morì, senza lasciare successori. La comunità a tutti gli effetti si estinse religiosamente durante la tarda Dinastia Qing, a causa di persecuzioni contro gli stranieri dovute alle ribellioni dei Taiping e dei Boxer. Esiste un ristretto numero di cinesi che oggi si considerano discendenti di questi ebrei.
Nonostante il loro isolamento dal resto della Diaspora ebraica, gli ebrei di Kaifeng conservarono le tradizioni e usanze ebraiche per molti secoli. Nel XVII secolo, l'assimilazione cominciò a erodere queste tradizioni, con l'aumentare del tasso di matrimoni misti tra ebrei e altri gruppi etnici – come i cinesi Han e le minoranze Hui e Manciù. La distruzione della sinagoga nel 1860 portò alla scomparsa della comunità. Tuttavia, J. L. Liebermann, il primo ebreo occidentale a visitare Kaifeng nel 1867, osservò che "avevano ancora un loro cimitero riservato". S. M. Perlmann, uomo d'affari di Shanghai e studioso, scrisse nel 1912 che "costoro seppelliscono i loro morti nelle bare, ma fatte di una forma diversa rispetto a quelle dei cinesi, e non rivestono la salma in abiti secolari come usano i cinesi, ma in indumenti di lino". A tutt'oggi esiste un solo studioso, Zhou Xu, che dubita dell'ebraicità della comunità di Kaifeng e afferma che sia un'invenzione occidentale.
Correntemente 600-1000 residenti di Kaifeng fanno risalire la propria discendenza a questa comunità ebraica. Dopo essere entrati in contatto con turisti ebrei, gli ebrei di Kaifeng si sono riconnessi all'Ebraismo tradizionale. Con l'aiuto di organizzazioni ebraiche, alcuni membri della comunità sono emigrati in Israele. Nel 2009 ebrei cinesi di Kaifeng sono arrivati in Israele come immigranti.

### Lemba
I Lemba, gruppo di lingua bantu dell'Africa meridionale, si considerano ebrei. I Lemba, come i Caraiti, seguono una discendenza di tradizione patrilineare, sono stanziati nel territorio del Sudafrica, e annoverano circa settantamila membri. Test genetici sul DNA potrebbero confermare l'ipotesi della loro origine ebraica. Se questa discendenza venisse riconosciuta dallo Stato di Israele, i Lemba avrebbero diritto alla aliyah.

### Cripto-ebrei del Nuovo Messico

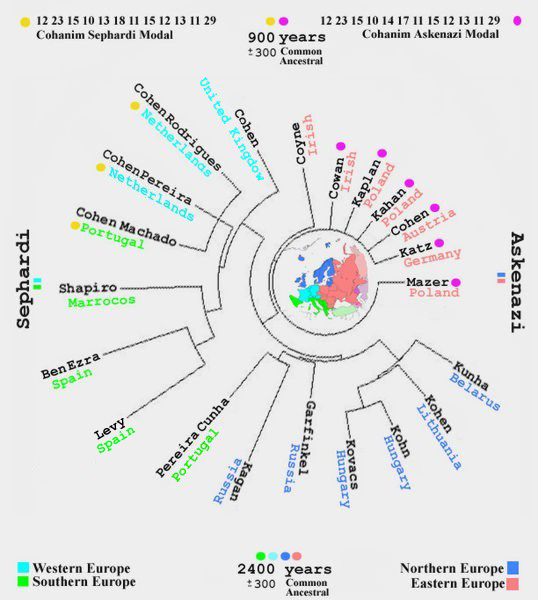
Albero dell'"aplotipo modale Cohen"

Un esiguo gruppo di ebrei sefarditi ispanici nel Nuovo Messico settentrionale potrebbe essere il più antico gruppo di ebrei praticanti del Nord America, risalente ai primi insediamenti spagnoli di discendenza ebraica che furono esiliati con l'Editto di Espulsione o convertiti forzatamente al cattolicesimo come Conversos o Cristianos Nuevos. Dal momento che tornare all'Ebraismo o anche solo a usi e pratiche ebraiche, era punibile con la tortura e usualmente con la morte, molti fuggirono verso la frontiera nordoccidentale del Impero spagnolo, nel "Nuovo Mondo" — l'America sudoccidentale — per paura di essere portati dinanzi all'Inquisizione spagnola. Cattolici solo esteriormente, questi convertiti forzati mantennero osservanze e tradizioni ebraiche in segreto, da cui il nome "Cripto-Giudei". Questi sono stati oggetto di studi accademici recenti, e alcuni cripto-giudei del Nuovo Messico hanno iniziato a far ritorno in questi anni all'Ebraismo normativo, mediante la conversione.
Un recente studio genetico ha dimostrato che molti hispanos del Sudovest americano sono realmente discendenti dagli Anusim (ebrei sefarditi convertiti forzatamente al Cattolicesimo). Michael Hammer, professore ricercatore dell'Università dell'Arizona ed esperto di genetica ebraica, afferma che meno dell'1% di non-semiti, ma più di quattro volte l'intera popolazione ebrea del mondo, possiede il "Marchio Cohanim" ("Aronne cromosomiale-Y") specifico maschile, chiamato anche "Aplotipo Modale Cohen" (che di per sé non viene portato necessariamente da tutti gli ebrei, ma è prevalente tra gli ebrei che rivendicano discendenza ereditaria dai sacerdoti), e 30 dei 78 latinos testati nel Nuovo Messico (38,5%) sono stati riscontrati portatori. Il test del DNA delle popolazioni ispaniche ha anche rivelato che tra il 10% e il 15% degli uomini che vivono nel Nuovo Messico, nel Texas meridionale e nel nord del Messico hanno un cromosoma Y che risale al Medio Oriente. Inoltre nel 2008 un gene legato a una forma virulenta di cancro al seno che si trova in genere solo nelle donne ebree è stato scoperto in un gruppo di donne ispaniche cattoliche nel Colorado meridionale, molte delle quali collegano le radici della propria famiglia al Nuovo Messico settentrionale. Stranamente un dialetto spagnolo, il cosiddetto "Spagnolo montanaro", che viene parlato da molte delle antiche famiglie del Nuovo Messico settentrionale e del Sud Colorado — e principalmente tra di loro — sembra essere ladino o judezmo, una lingua ibrida dello spagnolo antico, portoghese ed ebraico con qualche incidenza di arabo, greco e altre lingue, a seconda della regione geografica del locutore o dei suoi antenati.